# 南海高野線
高野線（こうやせん）は、大阪府大阪市浪速区の汐見橋駅から同市西成区の岸里玉出駅を経由し、和歌山県伊都郡高野町の極楽橋駅までを結ぶ南海電気鉄道の鉄道路線である。一般的には、難波駅 - 岸里玉出駅 - 橋本駅 - 極楽橋駅間の運行系統を指し（運行形態を参照）、鋼索線（高野山ケーブル）の高野山駅までを含め、高野線と呼ばれる。難波駅 - 岸里玉出駅間は、南海本線に乗り入れる形となっている（路線図および沿線概況を参照）。汐見橋駅 - 岸里玉出駅間は、通称汐見橋線（しおみばしせん）と呼ばれる。
路線シンボルマークは、高野杉の林をイメージしたもの（）で、ラインカラーは緑。山岳区間の橋本駅 - 極楽橋駅間には鋼索線とともに「こうや花鉄道」という愛称が付けられ、観光列車「天空」を運行するなど様々な取り組みが行われている。
また、かつて難波駅 - 橋本駅間には「りんかんサンライン」という愛称がつけられていた（命名経緯は後述）。

## 概要
日本有数の宗教都市・霊場である高野山への参詣輸送路線であり、終点の極楽橋駅からは鋼索線に連絡している。加えて、大阪府南河内地域ならびに和歌山県橋本・伊都地域から大阪市内への通勤・通学路線でもある。宅地開発による沿線人口の急増や、泉北高速鉄道線（現・南海泉北線）との相互直通運転による泉北ニュータウンから大阪市内への通勤客輸送などにより、南海本線を上回る輸送人員を有する路線へと発展した。
全線でPiTaPaおよびICOCAなどPiTaPaと相互利用可能なIC乗車カードが利用できる。ただし、乗車回数に応じて割引が適用されるサービスはPiTaPaのみが対象となる。
高野線は、主に市街地を走る難波駅 - 橋本駅間と、曲線と勾配の激しい山岳区間を走る橋本駅 - 極楽橋駅間とに運行系統が分かれる。橋本駅 - 極楽橋駅間の山岳区間に乗り入れる列車には、平坦区間では高速運転が可能で、山岳区間では大きな牽引力を発揮する、車体長17m級の「ズームカー」と呼ばれる専用車両が用いられる。特に高野下駅 - 極楽橋駅間は50 ‰の勾配を持つ登山鉄道であり（詳細後述）、沿線に高野山という観光地を持つ南海高野線と同様に、沿線に観光地を持ち急勾配区間を持つ、日本国内の鉄道会社との間で、2009年に全国登山鉄道‰会を結成している。また、2017年10月24日には同様の特徴を持つスイスのモントルー・オーベルラン・ベルノワ鉄道 (MOB) と姉妹鉄道協定を締結している。

### 「りんかんサンライン」の愛称について

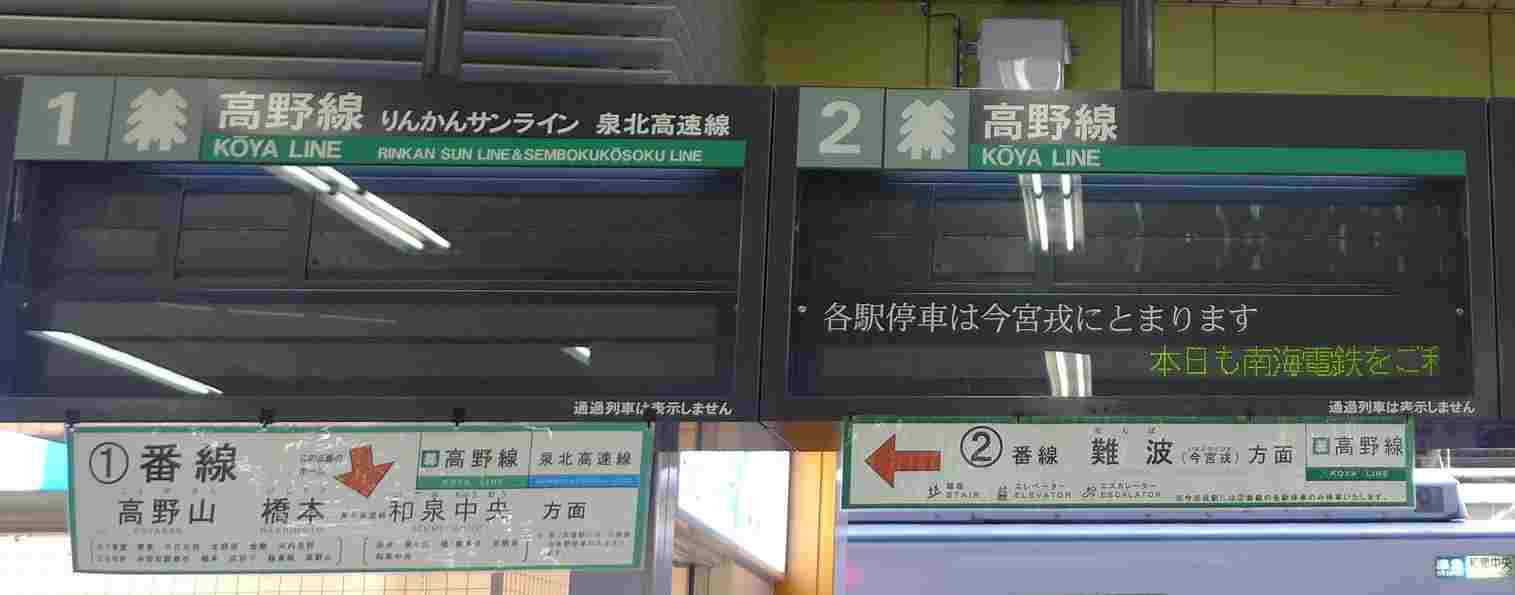
南海新今宮駅。1番線案内表示機に「りんかんサンライン」の文字（2015年2月撮影、現在は撤去済み）

1995年から2008年まで、難波駅 - 橋本駅間には「りんかんサンライン」の愛称が付けられていた。「りんかん」は、澄んだ空気と豊かな自然とが調和するさわやかな街並みのイメージ、「サンライン」は太陽 (Sun) の明るさと暖かさ、さんさんと降り注ぐ陽光の輝きを意味している。
1994年12月14日、当時の社長川勝泰司が「田舎臭いイメージを変えたい」と発言したことがきっかけで、岸里玉出駅 - 橋本駅間の名称を社内公募で選定のうえ、1995年9月1日のダイヤ改正時から使用したいと発表し、社長案として「南海山手線」を提唱した。川勝社長は会見で「名称がいま風、都会風になれば、当社の住宅分譲などにも効果が出るだろうし、利用客が増えるかもしれない。それには山手線がいい」とコメントした。
しかし、高野山の所在する高野町がそれに反発し、当時の町長と高野山真言宗金剛峯寺宗務総長が路線名存続の要望を出したことから、路線名変更を断念して愛称を募集することとし、「りんかんサンライン」に決定した。
当初、路線図上では難波駅 - 橋本駅間を「りんかんサンライン」、橋本駅 - 極楽橋駅間を「高野線」と表示していたが、後に「高野線りんかんサンライン」と両名併記して案内されるようになった。車内放送では、南海本線側からの乗換案内などで「高野線りんかんサンラインはお乗り換えです」と案内されていた。
しかし、沿線住民の間では「高野線」で定着しており、「りんかんサンライン」の愛称は浸透しなかった。2008年の高野線ダイヤ変更より案内上でも愛称はほとんど使われなくなり、公式ホームページからも削除された。2009年3月20日の阪神なんば線開業に伴う修正で、車内路線図から表記が削除され、車内自動放送での乗換案内もなくなった。その後も「りんかんサンライン」表記が残る時刻表などの駅での配布は続けられたが、2013年10月のダイヤ改正で駅掲出・配布の時刻表からも記載がなくなった。
その後も泉北高速鉄道5000系の車内案内表示器には中百舌鳥駅到着時の乗換案内に「りんかんサンライン」表示が残っていたが、2020年2月に同系列のリニューアル工事が完了したことで見られなくなった。さらには駅案内サイン類の更新が進められており、「りんかんサンライン」表記は順次姿を消している。

### 路線データ
- 路線距離（営業キロ）：汐見橋駅 - 極楽橋駅間 64.5 km
- 軌間：1067mm
- 駅数：42駅（起終点駅・汐見橋線の駅も含む）
- 複線区間：汐見橋駅 - 橋本駅間（汐見橋線岸里玉出駅構内のみ単線）
- 単線区間：橋本駅 - 極楽橋駅間
- 電化区間：全線電化（直流1500V）
- 閉塞方式：自動閉塞式
- 最高速度：橋本駅 - 高野下駅間80km/h、高野下駅 - 極楽橋駅間33km/h、それ以外100km/h
- 2021年度の混雑率：101%（百舌鳥八幡駅→三国ヶ丘駅 7:20-8:20）[16]

## 沿線概況
難波駅 - 橋本駅間は沿線に住宅地が多く、21m級の4扉大型車両を運行し通勤客を捌いている。
難波駅 - 堺東駅間は、南海本線の難波駅 - 堺駅間よりもカーブが多く、所要時間が幾分長い。また堺東駅 - 住吉東駅間は先行の各駅停車の後続で運転され、ラッシュ時を中心に列車間隔が詰まるため、低速での運転となっている。2024年1月時点での日中の優等列車の運行頻度は、毎時10 - 11本（うち有料特急は0 - 1本）と、南海本線の毎時8本（うち有料特急2本、一部座席指定特急2本を含む）より高い。
大阪市内の住吉東駅 - 我孫子前駅間を中心に、大きな幹線道路との平面交差があり、『開かずの踏切』が点在する。地形の関係や線路と建物が隣接していることから、高架化が遅れているが、都市計画事業として堺市が事業主体となり、浅香山駅・堺東駅を含む約3.2 kmの区間が高架化され、10か所の踏切が除却される見込みで、完成は2040（令和22）年頃の予定である。
堺東駅から千代田駅にかけては国道310号、河内長野駅から橋本駅にかけては国道371号、紀伊清水駅から紀伊細川駅手前付近までは国道370号がほぼ同じ経路を併走している。

### 難波駅 - 橋本駅間
難波駅 - 岸里玉出駅間は、線路名称上は南海本線である。線路別複々線のうち、東側の複線は高野線列車専用となっており、高野線の帝塚山駅を経由する全列車が、岸里玉出駅から難波駅まで乗り入れる。運行系統上、難波駅から記述する。
始発の難波駅は9面8線で、のりばは1 - 9番線の構造を持ち、高野線の列車はこのうち1 - 4番線の東側4線を使用する。難波駅を発車するとすぐ右にカーブし、右手になんばパークス（旧大阪スタヂアム〈大阪球場〉跡地）・ヤマダデンキLABI1なんば・クボタやニコニコのりの本社社屋・南海電気鉄道本社の入る南海なんば第1ビルなどを、左手に日本橋電気街（でんでんタウン）などを見ながら、阪神高速1号環状線をくぐり、左下に今宮戎神社が近付くと、高野線の各駅停車のみが停車する島式ホームの今宮戎駅。駅下の国道25号を越え、左手に通天閣が見えると程なくJRとの接続駅であり全列車停車駅の新今宮駅に着く。新今宮駅と2駅先の天下茶屋駅の高野線上り線ホームは、ともに南海本線の下り線と島式の同一面ホームである。新今宮駅の下を通るJRの大阪環状線・関西本線（いずれも高架線）を高々架で跨ぎ、左右に釜ヶ崎あるいはあいりん地区と称されるドヤ街を、また左手遠方には高さ日本一の高層ビル・あべのハルカスを望みながら、やはり高野線の各駅停車のみが停車する島式の萩ノ茶屋駅を過ぎると、全列車停車駅である天下茶屋駅。かつてはこの駅から天王寺支線が分岐していたが、1993年に大阪市営地下鉄堺筋線（現在のOsaka Metro堺筋線）が同駅まで延長されてからは、その一部区間が代替を担っている。1980年までは南海の車両工場もあったが、同年高野線千代田に移転し、跡地には大阪フィルハーモニー交響楽団の練習場やスーパーマーケットが建っている。天下茶屋駅を出て程なく左にカーブして南海本線系統の線路と別れ、「汐見橋線」との接続駅である岸里玉出駅を過ぎ、同時に阪堺線を越えると上町台地にさしかかり、線路は掘割の中を右カーブしながら南進を始める。掘割を抜けて上町台地に上ると帝塚山学院帝塚山学舎の最寄り駅でホーム幅の狭い帝塚山駅。この駅を過ぎると大和川を渡るまでカーブや開かずの踏切が連続する。阪堺上町線をくぐると、高野線では唯一、通過用複線を挟む待避線に相対式ホームのある（新幹線型配線ともいう）住吉東駅。大阪内環状線（国道479号）の踏切を過ぎて沢ノ町駅、続いてあべの筋（府道大阪和泉泉南線）と斜めに平面交差して我孫子前駅を過ぎると、大和川を渡って堺市に入る。関西大学堺学舎やツツジの見所である浅香山浄水場の最寄り駅の浅香山駅を過ぎて、府道堺大和高田線の高架をくぐると、堺市役所などの最寄りで堺市の中心駅である堺東駅に着く。かつては堺東検車区などがあり運行の拠点だったが、検車区は小原田検車区および同検車区千代田支区に移転し、その跡地には高層マンションが建っている。堺東駅には泉北線直通の特急「泉北ライナー」を除く全列車が停車し、各駅停車と連絡している。準急行はこの駅から各駅に停車する。なお、泉北線直通の区間急行は泉北線深井駅まで、「泉北ライナー」は泉ケ丘駅まで停車しない。
堺東駅を過ぎると大きく左カーブをして南東に進路を変え、掘割区間に入って府道大阪中央環状線をくぐると、右側には仁徳天皇陵が垣間見える。すぐ下の掘割を通って交差するJR阪和線との接続駅の三国ヶ丘駅、百舌鳥八幡駅を過ぎると、Osaka Metro御堂筋線、泉北線との接続駅で、堺市北東部の中心駅である中百舌鳥駅に着く。この駅から一部の列車は泉北線と直通する。中百舌鳥を出ると泉北線は上下線に挟まれた地下トンネルに入り、一方の高野線は線路容量に若干余裕が出ることや、線形がやや良くなることもあって、日中時間帯を中心に優等列車はこの付近から少し速度を上げて運転することが多い。線路は住宅地の間を通りながら、大阪公立大学中百舌鳥キャンパスの最寄り駅であり、待避設備のある白鷺駅、続いて初芝駅に至る。緩やかに右にカーブしながら萩原天神駅を過ぎて阪和自動車道・府道泉大津美原線バイパスをくぐると一旦周囲には田園風景が広がるが、すぐに近代的な住宅街や商業地などが整備された堺市東区の中心駅・北野田駅に着く。北野田駅は待避設備を持つ緩急接続駅で、特急以外の全列車が停車し、区間急行はこの駅より各駅に停車する。
北野田駅を出ると線路は西除川を渡りながら緩やかに左にカーブしてすぐに大阪狭山市に入り、狭山駅を過ぎると、車窓右側には住宅街の向こうに日本最古の灌漑用溜池である広大な狭山池の堤防が、左手遠方にはパーフェクト リバティー教団（PL教団）の大平和祈念塔（PL塔）がそれぞれ見えるようになる。狭山駅 - 大阪狭山市駅間の築堤には煉瓦造りの暗渠が7か所あり、2020年に土木学会選奨土木遺産に認定された。右にカーブをすると、かつて南海が狭山池畔で経営していた遊園地「さやま遊園」（2000年閉園）の最寄り駅であった大阪狭山市駅に至る。周辺には大規模なニュータウンが見え始め、府道森屋狭山線の跨線橋をくぐると、金剛ニュータウン・狭山ニュータウンの玄関口で、1992年11月に特急・急行停車駅（全列車停車駅）となった2面4線の金剛駅に着く。これら大阪狭山市内の駅は毎年8月1日の教祖祭PL花火芸術の日には、周辺に眺望を妨げるものが少ないために多数の観客が訪れ、激しく混雑する。
金剛駅を出ると富田林市に入り、次第に起伏の多い地形が目立ち始め、右手遠方に近畿大学医学部附属病院を望む。滝谷駅を過ぎ、河内長野市に入って千代田駅を過ぎると、南海最大の車両工場である千代田工場を併設する小原田検車区千代田検車支区が左右に広がり、特急「サザン」「ラピート」などの南海線・空港線用車両を時おり見かけることがある。この千代田検車支区と高野線を大きく越える高架橋が国道170号（大阪外環状線）であり、このガードをくぐると住宅街の広がる丘陵を開削した区間となり、列車は下り勾配を駆け下りる。左後方から単線の近鉄長野線が近づいてきて並走し、国道170号の旧道と国道310号の重複区間となっている道路（東高野街道）を越えると、駅ビルのノバティながのを携える全列車停車駅の河内長野駅に着く。同駅は南海が2面4線、近鉄が頭端式1面1線の駅構造となっており、利用者数・利便性ともに南海の方が優位に立っている。またこの駅より急行は各駅に停車するため、各駅停車の多くはこの駅で折り返す。
河内長野駅を過ぎると車窓の雰囲気は一変し、新興住宅地が広がる山並みの裾を河岸段丘に沿って走る区間となり、石川やその支流の天見川が線路沿いを蛇行するように流れる。左右にカーブをするとすぐにフォレスト三日市と直結する三日市町駅に達するが、これより先は急勾配区間となり、南海本線所属列車など一部の列車は、ブレーキ性能等の関係でこの駅より先には入線できない。この駅を出て引き上げ線を上下線の間に挟みながら大きく左へカーブすると高架区間となり、新興住宅街・南海美加の台の最寄り駅で、高野線で最も新しい美加の台駅に達する。ここから先は山々がせり出し農村地帯を通る区間となり、かつて単線であった頃は山の谷間を縫うように線路が通っていたが、複線化工事の完成後は美加の台駅 - 千早口駅 - 天見駅の駅間に新たに1本ずつトンネルが貫通している。天見を出た線路はなおも複線化時に新たにできた大小3か所のトンネルを通過した後、いよいよ紀見峠を貫く通称紀見峠トンネルに入っていく。紀見峠トンネルは上下線が離れた単線並行の2本（単線時代の紀見トンネルが上り、複線化時に新設された新紀見トンネルが下り）から成る。トンネル内に大阪府と和歌山県の府県境があり、同県橋本市に入る。
紀見峠トンネルを出ると、橋本駅手前まで約7キロにわたり急な下り勾配が続くようになる。トンネルを出るとすぐ紀見峠駅、続く大きな右カーブを通過する頃から周辺は車窓左側を中心に徐々に開けてくる。高い高架橋で国道371号橋本バイパスを越えると、南海が開発したニュータウン「南海橋本林間田園都市」の最寄り駅であり、2面3線の構造をもつ全列車停車駅の林間田園都市駅に着く。区間急行は最長でもこの駅までの運転となり、また快速急行はこの駅より各駅に停車する。続いてニュータウン内のメインストリートであるバイパス道路を跨ぎ、さらに右に国道371号橋本バイパスと並走しながら御幸辻駅に達する。やがて車窓の右側に小原田検車区の本区が見え、急勾配を下りながら一般道・京奈和自動車道・国道371号旧道の3本の高架橋をくぐる。住宅地直下の小原田トンネルを抜けると、線路は大きく左にカーブをして下り勾配が終了し、右後方から近づいてくるJR和歌山線と並走する形で、同線との乗り換え駅であり、橋本市の中心駅でもある全列車停車駅の橋本駅に到達する。橋本駅は島式ホームで、複線化時に4扉大型車8両編成対応に延長されている。4扉大型車や特急「りんかん」専用車両である11000系は、車両限界の関係でこの駅までの運転となる。また、難波駅から続く複線区間もこの駅までである。
河内長野駅 - 橋本駅間は、山間部の河岸段丘を縫うように敷設された線路で、以前は全区間が単線で、半径160mの曲線や25‰の勾配が連続する線形であった。このため、17m車4両編成しか走行できず、最高速度43km/h、平均速度30km/hで難波駅 - 橋本駅間を急行で64分を要した。沿線開発による輸送需要の増大に対応するために、同区間の複線化など大規模改良が実施された。1971年（昭和46年）5月12日に運輸大臣から、河内長野駅 - 橋本駅間を複線化するための認可を受け、1972年（昭和47年）3月から工事に着手した。
複線化のルート決定では、難波駅 - 橋本駅間の急行列車の運転時分を45分程度とするため、河内長野駅 - 橋本駅間の平均速度を60km/h程度とすること、既存の駅中心位置は移動させないこと、各駅のホーム長は、当初は135m（21m車6両編成）とし、将来的には220m（21m車10両編成）に延伸可能なよう曲線・勾配を考慮すること、駅構内の渡線道（踏切）を廃止して、地下道または跨線橋の立体交差とすることなどを条件とし、曲線と駅部の改良を重視したことから、新線建設に近い線形となった。
複線化完成後は、半径400m未満の曲線が全体の43.8%から5.2%に減少したのに対して、駅間の最急勾配は25.2‰から33‰ときつくなった。複線化と関連して、美加の台駅、林間田園都市駅の新設や、以前は橋本駅に隣接していた橋本車庫の機能を、小原田車庫に移転・拡充する事業なども実施された。河内長野駅 - 橋本駅間の複線化は7つの工区に分けられ、段階的に工事が実施された。第1工区の河内長野駅 - 三日市町駅間は1974年（昭和49年）3月24日に完成し、第7工区の御幸辻駅 - 橋本駅間は1995年（平成7年）8月30日に完成した。小原田車庫（第8工区）は1996年（平成8年）11月15日に完成した。これら工事費用の合計は556億55百万円であった。

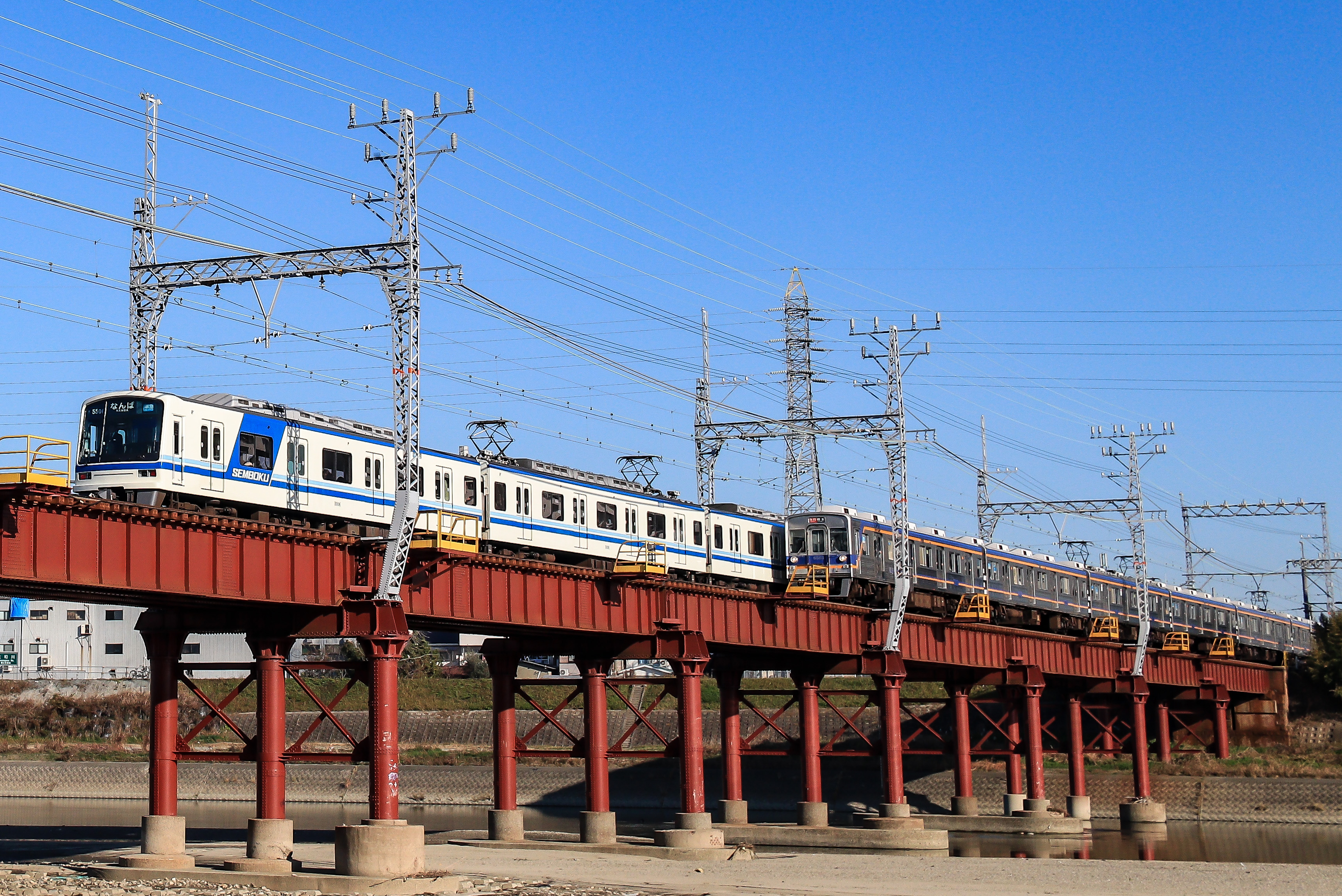
大和川橋梁を渡る南海高野線と泉北線の列車

### 橋本駅 - 極楽橋駅（ - 高野山駅）
橋本駅 - 高野山駅間には「こうや花鉄道」の愛称があり、駅名標も通常のものに加えて、各駅の標高が記された独自仕様のものが設置されている。橋本駅 - 極楽橋駅間は山岳鉄道であり、特に高野下駅以南は50‰の勾配や、制限速度33km/h、半径100m以下の急カーブが続く登山鉄道となっているため、ズームカーと呼ばれる17m級の中型車両のみが運行される。
山岳区間、とりわけ高野下駅 - 極楽橋駅間においては完全に線路が山の中に入るために、途中にある駅へは幹線道路からすれ違いの困難な狭い道路や林道があり、車で辿り着くのは容易でない。各駅の周辺の山間部は民家が少なく利用客もきわめて少ないが、すべての駅に簡易型の自動改札が完備され、駅係員も橋本駅および下古沢駅、紀伊細川駅から極楽橋駅のすべての駅に配置されている。橋本駅 - 極楽橋駅間は単線であるが、上古沢駅を除く全ての駅で列車の行き違いが可能である。
上古沢駅と下古沢駅の間には、鉄道橋としては日本で10箇所だけで供用されているトレッスル橋（全長67.6m、高さ33.4m）の中古沢橋梁がある。この橋は、トラス構造とトレッスル橋脚とを組み合わせた鉄道用鋼橋としては日本に唯一現存するもので、2011年に土木学会選奨土木遺産に認定されている。橋の下には、南海電鉄が2010年2月25日に設置した観光用の展望デッキと電車の通過時刻を記した時刻表を備え、トレッスル橋を下から見上げられる。展望デッキまでは上古沢駅・下古沢駅から徒歩20分の道のりである。
九度山駅 - 極楽橋駅間には、橋本駅以南でもっとも長い「椎出トンネル」（九度山駅 - 高野下駅間、399m） をはじめ、大小24箇所のトンネルがあり、このうち高野下駅 - 極楽橋駅間の23箇所には坑口に番号が振られている。
2009年（平成21年）2月6日に紀伊清水駅、学文路駅、九度山駅、高野下駅、下古沢駅、上古沢駅、紀伊細川駅、紀伊神谷駅、極楽橋駅、高野山駅、紀ノ川橋梁、丹生川橋梁、鋼索線が近代化産業遺産（高野山参詣関連遺産）に認定されている。
橋本駅を出ると線路は単線となり、東進してすぐ緩やかな左カーブとなりやや勾配を下る。JR和歌山線は見えなくなるが、やがて大きく右にカーブをして南進を始め、同線および国道24号のガードをくぐると線路は紀の川を渡る。さらに大きく右カーブし西進、ここからしばらくは車窓左側には山々が迫り、住宅地と田園地帯の錯雑が見られるようになる。右側には先ほど停車した橋本駅周辺の市街地を紀の川越しに望む。しばらく進み、国道371号と平面交差すると紀伊清水駅。この付近から右側に国道370号が並走を始める。車窓左側に学文路天満宮、かむろ大師奥之院を見上げると学文路駅。この駅の入場券は、毎年受験シーズンが近づくと、学文路天満宮の祈祷を受けた5枚セットが縁起物として販売される。線路はなおも紀の川に並行して南西に進み九度山町に入り、右・左にカーブしながら勾配を上ると九度山駅である。九度山には戦国武将の真田信繁（幸村）が潜伏していた真田庵があり、九度山駅の駅舎も2015年にそれにちなんだデザインにリニューアルされた。やがて左に大きくカーブをして南進を始める頃から、車窓右側には丹生川の深い渓谷が続き、左側は終点までほぼ完全に山に覆われる。丹生川橋梁で国道370号と美しい渓流の景観が見える丹生川を渡り、椎出トンネルを抜けるとすぐ島式ホームの高野下駅に着く。この駅から先は各駅停車の本数がさらに半減する。
ここから先は急カーブやトンネルの連続区間となり、車窓右側もいくつかの集落が見えるほかは山々に覆われた光景となる。高野下駅を出ると、ゆっくりしたスピードで右へ大きくカーブし、体感できるほどの急勾配を大きな音を軋ませながら上り始める。下古沢駅は2002年に行き違い設備がいったん撤去されていたが、2018年に隣の上古沢駅から移設される形で復活し、交換可能駅となった。やがて中古沢橋梁に差し掛かるあたりからは周辺の集落もほぼ見えなくなり、さながら秘境の様相を呈してくる。2017年の台風21号に伴う地すべりの影響で棒線駅化された上古沢駅を出て2か所のトンネルを通過し、笠木橋梁を渡って3本目のトンネルを抜けた付近で高野町に入り、さらにトンネルを1か所通過すると紀伊細川駅、続く7本のトンネルを経て島式ホームの紀伊神谷駅に至る。最終の4か所のトンネルを抜けて、右側に朱塗りの極楽橋が見えると、鋼索線（高野山ケーブル）との接続駅である終点の極楽橋駅に到着する。ケーブルカーのりばは列車を降りて車止め方向に歩いて突き当たった右側にあり、高野山駅との間をおよそ5分で結んでいる。

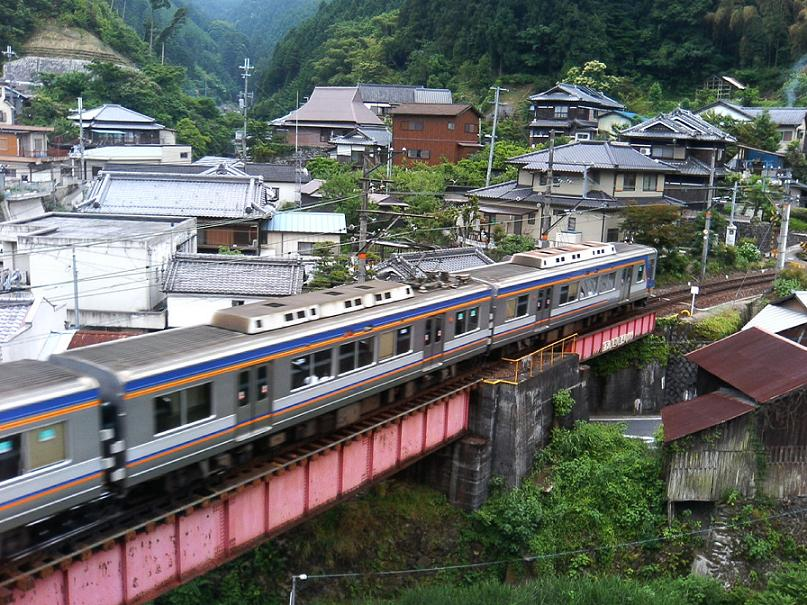
不動谷川（高野下駅 - 下古沢駅間）をズームカーが渡る
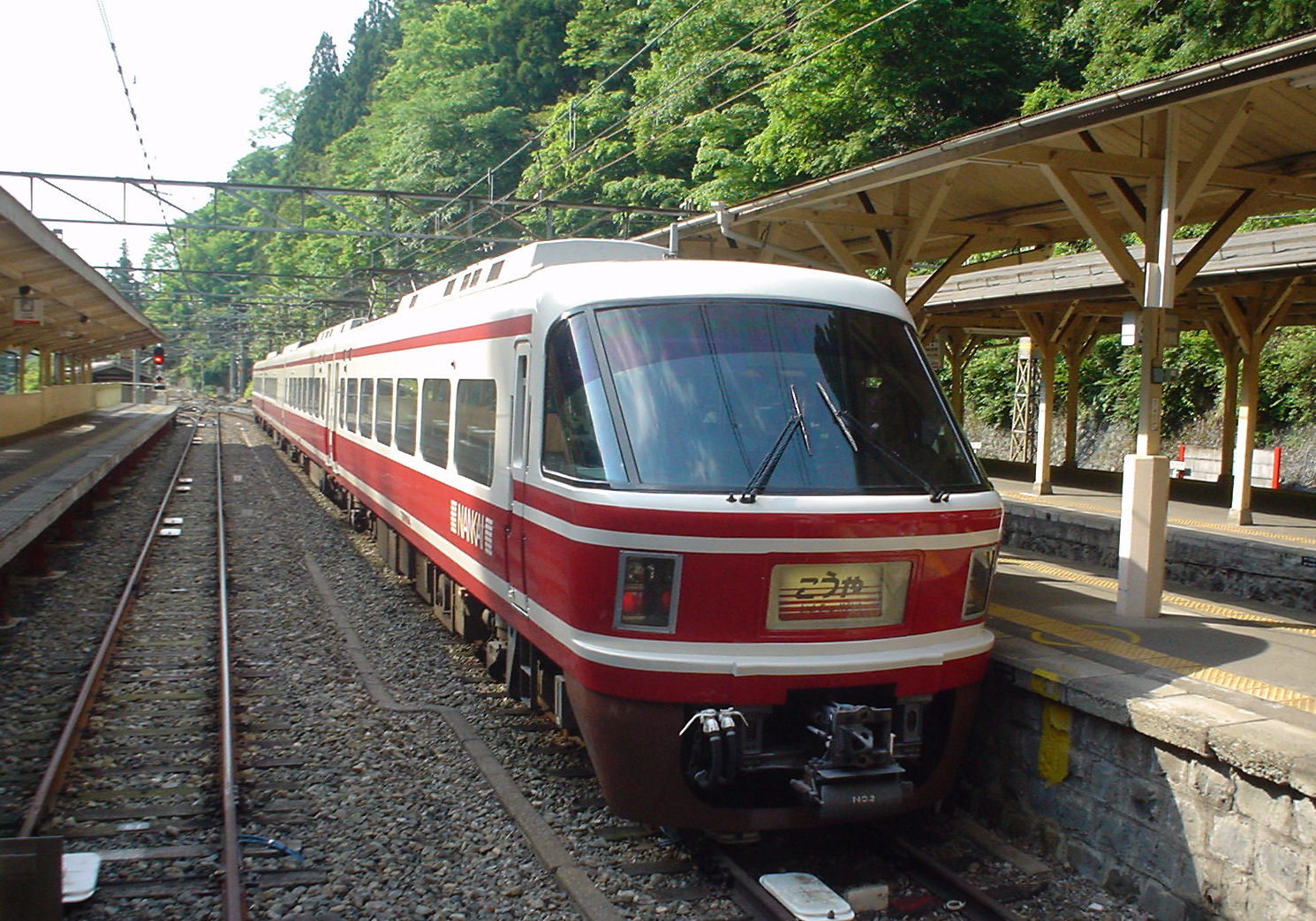
終点・極楽橋駅に停車中の特急「こうや」

### 汐見橋駅 - 岸里玉出駅間
汐見橋駅 - 岸里玉出駅間も後述する通り、あくまで正式には高野線の一部であるが、1985年の線路分断後は事実上孤立した支線（南海本線とは線路が接続している）となっており、ほとんどの時間帯で1時間に2本の各駅停車が往復するだけの、いわば下町のローカル線の様相を呈している。以下、汐見橋から岸里玉出に向かって記述する。
駅舎にかつてのターミナル駅であった頃の面影を残す頭端式1面2線の汐見橋駅を出発すると、しばらくは車窓左側に高架の阪神高速15号堺線および新なにわ筋（府道大阪臨海線）が並走する。JR大阪環状線の高架をくぐる地点で同時に新なにわ筋が左前方に別れて芦原町駅に着く。同駅下りホームの裏にあるランプウェイは阪神高速の芦原出口である。緩やかに右カーブをすると阪神高速も一旦左に別れ、かつての貨物取扱駅の面影を偲ばせる木津川駅に達する。阪神高速17号西大阪線および国道43号の高架をくぐり、大きく左にカーブをして、右側に西成高校や西成公園が見えると津守駅に至る。津守を出てすぐ新なにわ筋と阪神高速15号堺線の高架をくぐるが、新なにわ筋の高架橋（鶴見橋跨線橋）は1968年に廃線となった大阪市電阪堺線の路盤をそのまま道路に転用したものであり、廃線から半世紀以上たった現在も架線柱の切断痕などが見られる。線路は下町の住宅地を直線状に進んで西天下茶屋駅、そのまま高架を上がって国道26号をオーバークロスすると線路は単線となって、左後方から右前方に向かって南海本線が、前方の延長線上から高野線の帝塚山駅以南に通じる路線がそれぞれ近づき、汐見橋線は南海本線に沿う形で右にカーブをすると岸里玉出駅に到着する。

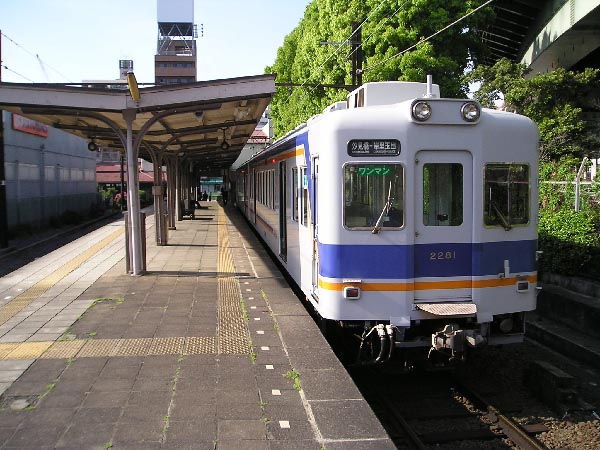
汐見橋駅に停車する2両編成の列車
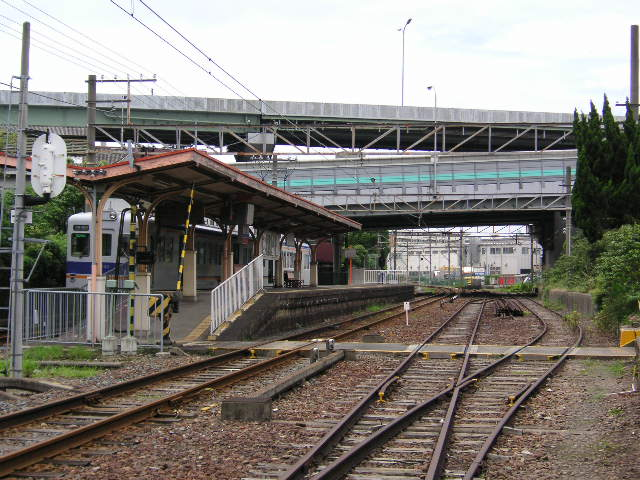
木津川駅は貨物取扱駅であった名残で構内は広くなっている

## 運行形態

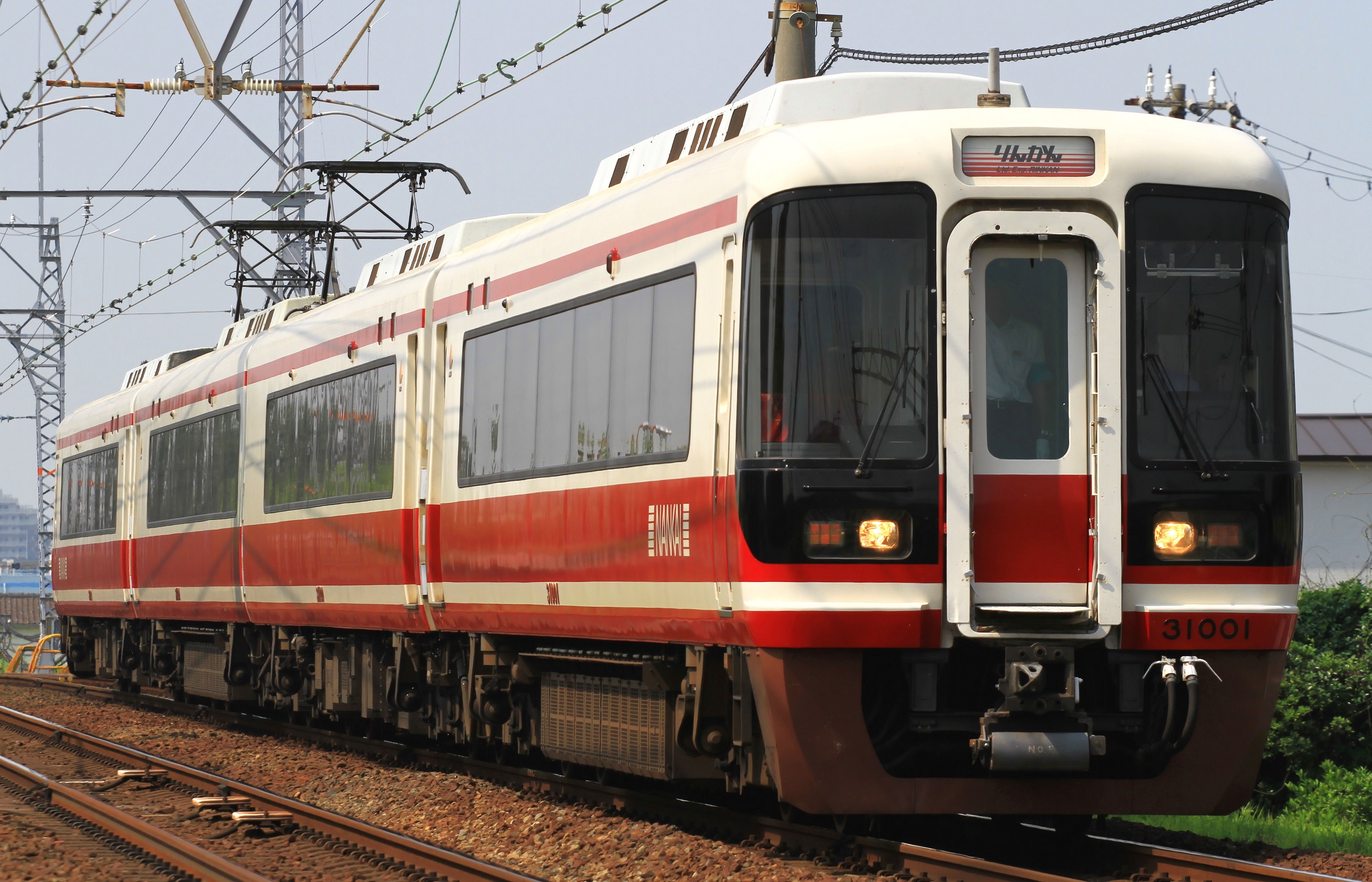
特急「りんかん」（我孫子前駅付近）

前述のとおり、高野線の起点は汐見橋駅であるが、橋本・高野山方面へ行くすべての列車が難波駅発着となっている。汐見橋駅 - 岸里玉出駅間の通称「汐見橋線」は、同区間を往復する各駅停車のみが運行されている。
難波駅 - 極楽橋駅間に特急「こうや」、難波駅 - 橋本駅間に特急「りんかん」が運行されている。特急のほか、快速急行、急行、区間急行、準急行、各駅停車が運行されている。橋本駅 - 極楽橋駅間では観光列車「天空」が運行されている。また、泉北ニュータウンの足として泉北線と相互直通運転を行っており、直通列車として特急「泉北ライナー」・区間急行・準急行が運行されている。

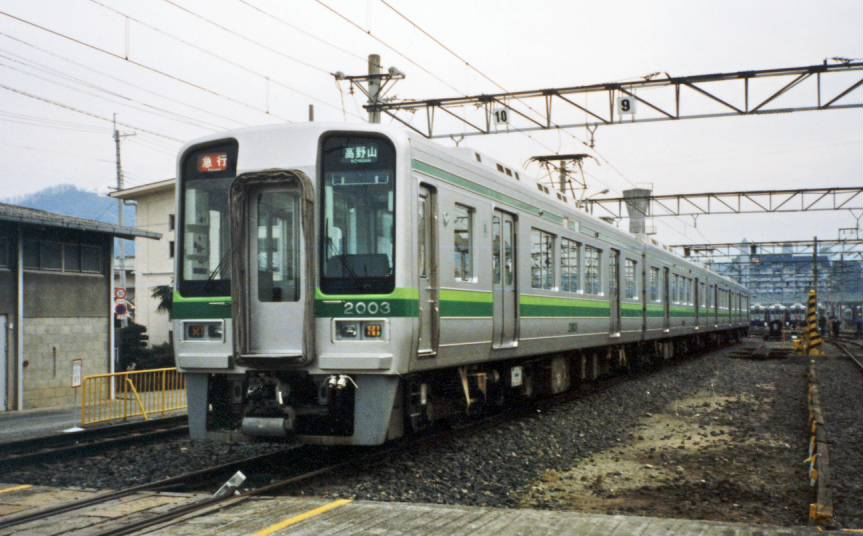
「高野山」のみで「極楽橋」の表示がない方向幕。（登場して間もないころの2000系）

難波駅と高野山方面との直通運転を「大運転」と称し、かつては旅客案内にも用いられていたが、特急「こうや」や日中の快速急行などを除き、橋本駅で運行系統が分断されて以降は、ほとんど用いられなくなっている。大運転の高野山方面行き列車の行先案内は、当初は高野線の終着駅「極楽橋」ではなく、鋼索線を経た「高野山」であった。また、方向幕のない21000系などの場合は、「急」の円板を掲げるのみで行先は省略されていた。現在では、「高野山極楽橋」（ただし英字表記は「KŌYASAN」のみ）と案内される。極楽橋駅で、鋼索線（高野山ケーブル）に接続している。
高野線通勤車の方向幕は、1000系や2000系を除き、CI導入後も白地の英文なし幕を使用し続けていたが、2000年11月ごろから順次南海本線と同じタイプの黒地の英文入り幕に交換された。これは同年12月23日のダイヤ改正で難波駅 - 三日市町駅間系統の急行を新設することになったものの、従来の方向幕には「急｜三日市町」表示がなかったためである。
特急は全車両座席指定で、乗車には特別急行券（特急券）が必要である。ただし、特急用車両の事故や故障などの緊急時に、通勤型車両が特急を代走する場合や、通勤型車両による臨時特急が運転される場合は、全車両自由席の「自由席特急」とされ、乗車券のみで乗車できる。

### 運行本数
日中の1時間ごとの運行本数の平均的なパターンは以下のとおりである。
| 種別＼駅名     | 難波    | …       | 中百舌鳥 | 中百舌鳥 | …       | 金剛    | 金剛    | …       | 千代田  | 千代田  | …       | 河内長野 | 河内長野 | …       | 三日市町 | 三日市町 | …       | 林間田園都市 | 林間田園都市 | …       | 橋本    | 橋本    | …       | 高野下  | 高野下  | …       | 極楽橋  | 備考       |
| -------------- | ------- | ------- | -------- | -------- | ------- | ------- | ------- | ------- | ------- | ------- | ------- | -------- | -------- | ------- | -------- | -------- | ------- | ------------ | ------------ | ------- | ------- | ------- | ------- | ------- | ------- | ------- | ------- | ---------- |
| 特急こうや     | 0 - 1本 | 0 - 1本 | 0 - 1本  | 0 - 1本  | 0 - 1本 | 0 - 1本 | 0 - 1本 | 0 - 1本 | 0 - 1本 | 0 - 1本 | 0 - 1本 | 0 - 1本  | 0 - 1本  | 0 - 1本 | 0 - 1本  | 0 - 1本  | 0 - 1本 | 0 - 1本      | 0 - 1本      | 0 - 1本 | 0 - 1本 | 0 - 1本 | 0 - 1本 | 0 - 1本 | 0 - 1本 | 0 - 1本 | 0 - 1本 |            |
| 快速急行・急行 | 2本     | 2本     | 2本      | 2本      | 2本     | 2本     | 2本     | 2本     | 2本     | 2本     | 2本     | 2本      | 2本      | 2本     | 2本      | 2本      | 2本     | 2本          | 2本          | 2本     | 2本     | 0 - 1本 | 0 - 1本 | 0 - 1本 | 0 - 1本 | 0 - 1本 | 0 - 1本 |            |
| 区間急行       | 1本     | 1本     | 1本      | 1本      | 1本     | 1本     | 1本     | 1本     | 1本     | 1本     | 1本     | 1本      | 1本      | 1本     | 1本      | 1本      | 1本     | 1本          |              |         |         |         |         |         |         |         |         |            |
| 区間急行       | 1本     | 1本     | 1本      | 1本      | 1本     | 1本     | 1本     | 1本     | 1本     | 1本     | 1本     | 1本      | 1本      | 1本     | 1本      | 0 - 1本  | 0 - 1本 | 0 - 1本      |              |         |         |         |         |         |         |         |         |            |
| 区間急行       | 4本     | 4本     | 4本      |          |         |         |         |         |         |         |         |          |          |         |          |          |         |              |              |         |         |         |         |         |         |         |         | 泉北線直通 |
| 準急行         | 2本     | 2本     | 2本      |          |         |         |         |         |         |         |         |          |          |         |          |          |         |              |              |         |         |         |         |         |         |         |         | 泉北線直通 |
| 各駅停車       | 2本     | 2本     | 2本      | 2本      | 2本     | 2本     | 2本     | 2本     | 2本     | 2本     | 2本     | 2本      | 0 - 1本  | 0 - 1本 | 0 - 1本  |          |         |              |              |         |         |         |         |         |         |         |         |            |
| 各駅停車       | 2本     | 2本     | 2本      | 2本      | 2本     | 2本     | 0 - 2本 | 0 - 2本 | 0 - 2本 |         |         |          |          |         |          |          |         |              |              |         |         |         |         |         |         |         |         |            |
| 各駅停車       |         |         |          |          |         |         |         |         |         |         |         |          |          |         |          |          |         |              |              |         |         | 1 - 3本 | 1 - 3本 | 1 - 3本 | 1 - 2本 | 1 - 2本 | 1 - 2本 |            |

特急りんかん・泉北ライナーは朝と夕方以降の運転。

### 列車種別
以下に特急以外の種別の運行概況を示す。特急「こうや」「りんかん」および「泉北ライナー」については当該項目を参照のこと。また各種別の現行の停車駅は下図および「駅一覧」を参照。

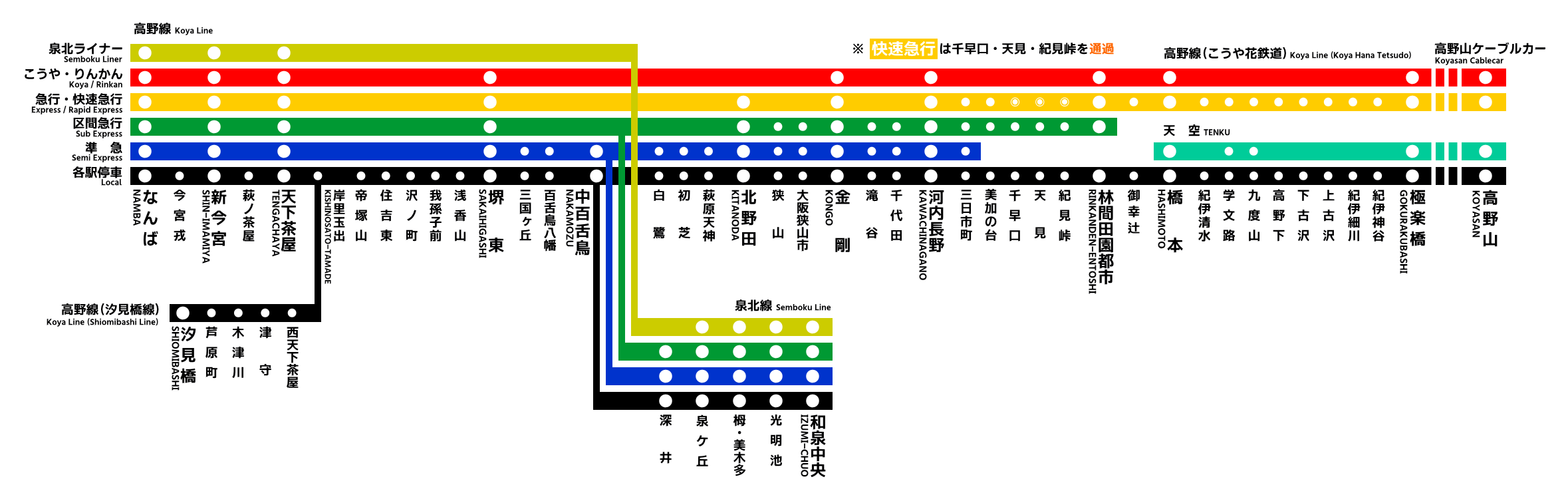
停車駅図

#### 快速急行

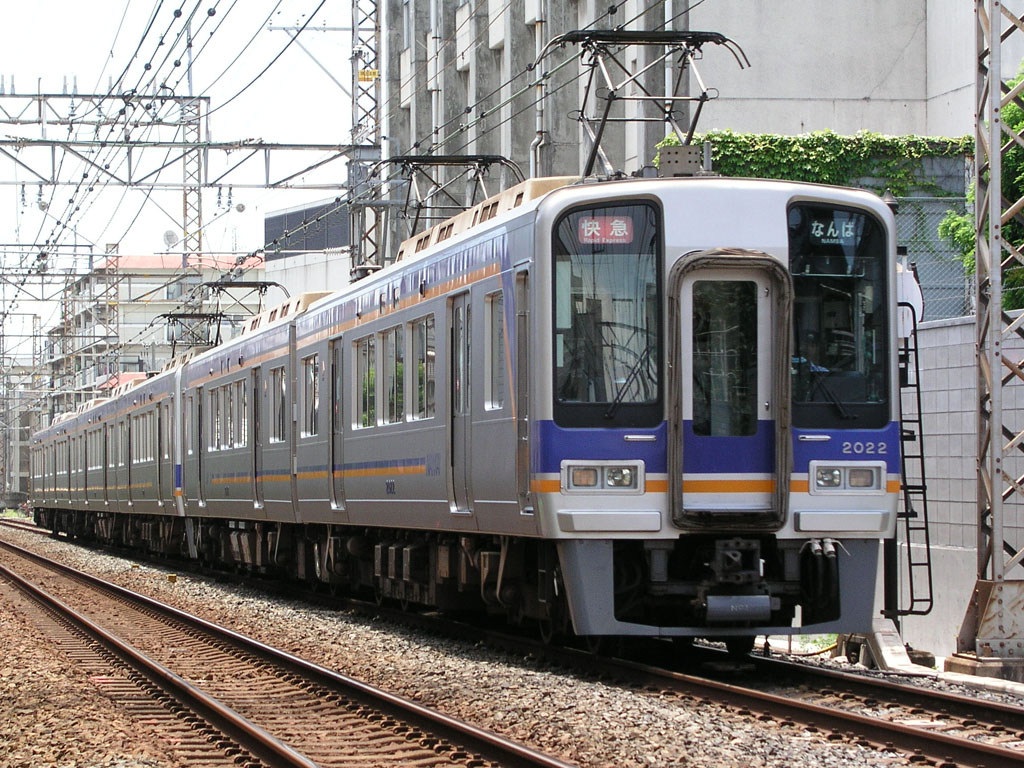
2000系による快速急行（帝塚山駅 - 住吉東駅間）

急行停車駅のうち、千早口駅・天見駅・紀見峠駅を通過する種別である。河内長野駅 - 橋本駅間の各駅のうち、特に利用客数が少ない前述の3駅を通過することで遠距離のスピードアップを図るべく、2003年5月31日のダイヤ改正で新設された。駅の発車標や列車の方向幕などでの表記は「快急」、英語表記は“Rapid Express”である。
2024年1月20日ダイヤ修正時点では平日が下り6本・上り4本、土休日は下り2本・上り3本の運行で、平日下り1本が難波駅 - 極楽橋駅間を直通（橋本駅で一部車両を増解結）する以外は、難波駅 - 橋本駅間の運行（下りの一部をのぞき、橋本駅で高野山方面発着列車と接続）である。いずれも終着駅まで先着する。
平日夕方の難波発橋本行きの列車は、2008年11月1日にJR和歌山線との接続を考慮して下り急行を格上げして設定されたもので、4扉大型車両8両編成で運行される。2013年10月26日のダイヤ変更で難波駅 - 極楽橋駅間の列車は大幅に削減され、特に土曜・休日ダイヤの下りはすべて橋本止まりとなった。また2008年10月31日まで、平日ダイヤに橋本駅 - 極楽橋駅間でワンマン運転を行う難波発極楽橋行き快速急行もあり、その車両側の種別幕は「快急」と「ワンマン」の二段表記となっていた。なお、この快速急行の前部の極楽橋行き車両は2300系2両で運行されていたが、ダイヤ変更後最初の平日ダイヤ実施日となる11月4日からは、再び2000系4両に戻され、併せて難波から橋本を跨いで運行する料金不要列車は再び2000系に統一された。
なお、1958年に登場した初代・快速急行は、日本で初めて「快速急行」を名乗る種別で、当時の停車駅は新今宮駅（1966年から）・堺東駅・北野田駅と河内長野駅以南の各駅であった。1968年に急行に改称して以来、35年ぶりに復活した。

#### 急行

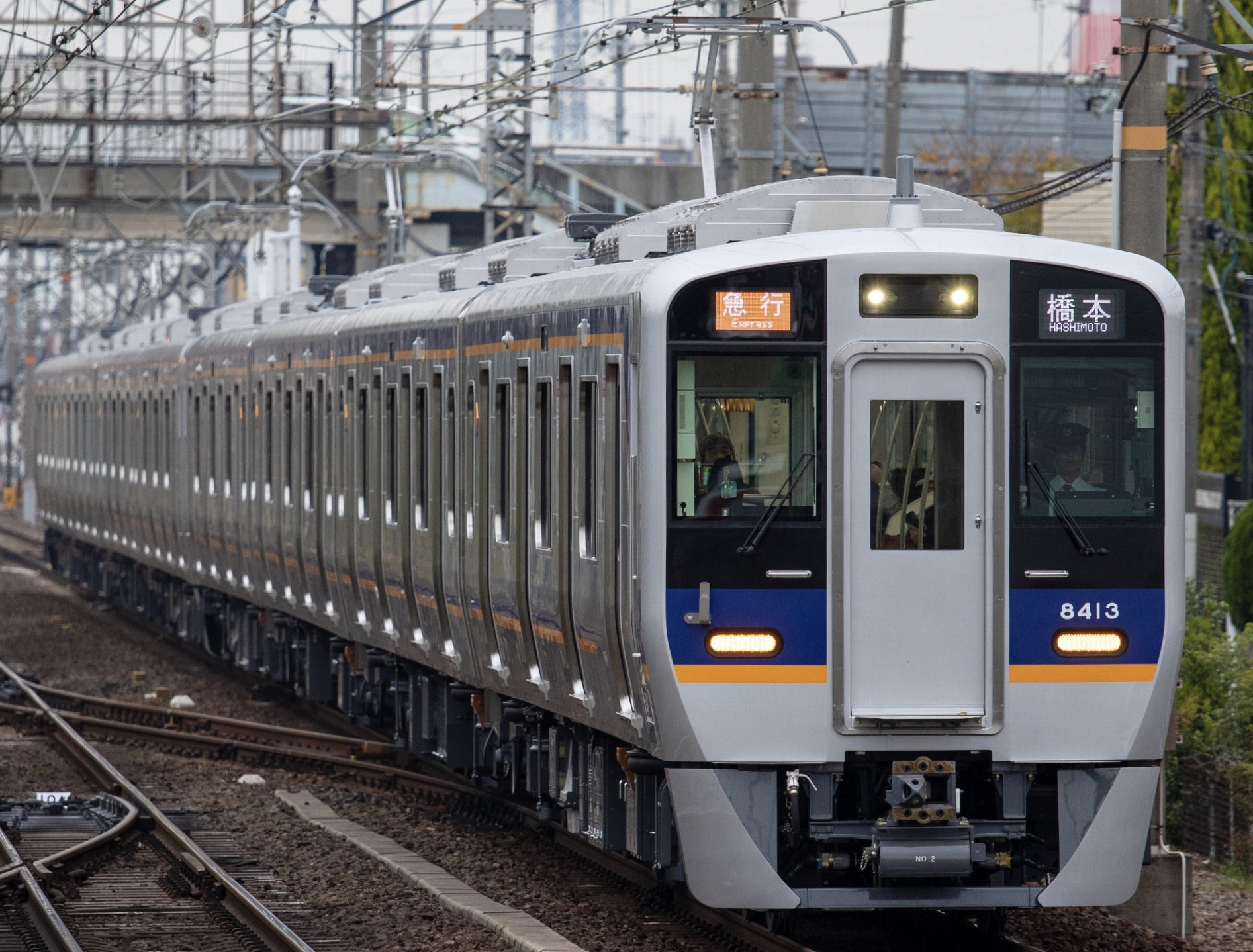
8300系による急行（2019年11月22日）

難波駅 - 三日市町駅・林間田園都市駅・橋本駅・極楽橋駅間で運行されている。現在は難波駅 - 林間田園都市駅・橋本駅間の列車が中心である。橋本駅で橋本駅 - 高野下駅・極楽橋駅間に運行されるワンマン運転の各駅停車やJR和歌山線に接続している。原則終着駅まで先着するが、時間帯によっては河内長野駅で特急に追い抜かれる列車がある。2000年12月23日のダイヤ改正までは橋本駅や林間田園都市駅で特急に追い抜かれる列車もあった。英語表記は“Express”である。
極楽橋駅直通の列車はズームカーでの運行で、早朝時間帯の1本を除いて快速急行同様に橋本駅で増解結作業を行う。極楽橋駅へ直通しない列車は大型車両での運行が主であるが、朝から日中にかけての一部列車はズームカーで運行される。2024年に南海本線から2000系が撤退したことに伴い、一部の編成が高野線に再転属し、難波駅 - 林間田園都市駅・橋本駅間においてズームカーによる全日運用が1運用分復活した。
2000年のダイヤ改正前の急行は難波駅 - 極楽橋駅間直通の列車が中心であった。そのためズームカーで運行されていた列車が多く、特に深夜の下り急行に関しては激しい混雑が常態化していた。しかし、2005年10月16日の改正で極楽橋方面への列車は系統分割が行なわれ基本的に橋本駅折り返しとなった。その後もダイヤ改正の度に極楽橋駅への直通列車は減少し、2024年1月20日ダイヤ修正時点では特急を除くと平日が下り2本・上り1本（他に快速急行が下り1本）、土休日は下り1本のみとなっている。なお高野下駅発着の急行は2017年のダイヤ改正で廃止された。
朝ラッシュ時、橋本駅・林間田園都市駅を始発駅とするズームカーを除く8両編成で運転する上り列車は、橋本駅 - 天下茶屋駅間で、難波寄りから4両目を女性専用車両としている。
なお、橋本駅で極楽橋行（高野下行）の列車と接続する場合は「高野山・極楽橋（高野下）連絡、急行 橋本行」となり、接続のない急行橋本行とは明確に区別されている。自動放送もこの表現で統一されているが、難波駅のみこの表現が用いられず、「橋本で高野山極楽橋行（高野下行）に接続します」と放送される。2007年8月25日のダイヤ変更からは、方向幕にも小ぶりながら「高野山連絡（高野下連絡）」の表記が追記され、より区別が明確になっている。さらにこれに合わせて主要駅に備え付けの時刻表では本来のスペースに加え、直通列車のほか橋本駅で極楽橋行への接続がある列車用の時刻表（いわゆる「高野山極楽橋行専用時刻表」のこと）も別に掲載されるようになり、利便性が増した。
加えて、2008年10月31日まで極楽橋駅 - 橋本駅間でワンマン運転を行う極楽橋発難波行き急行もあり、その車両側の種別幕は「急行」と「ワンマン」の二段表記となっていた。
現行ダイヤでは、河内長野駅以南で各駅に停車するにもかかわらず、難波駅 - 橋本駅間を快速急行と同じ所要時間（48分）で運行する列車もある。
前述のとおり、1968年まで現在の急行は「快速急行」として運行されていた。当時の急行は、住吉東駅・三国ヶ丘駅・初芝駅にも停車していた。

#### 区間急行

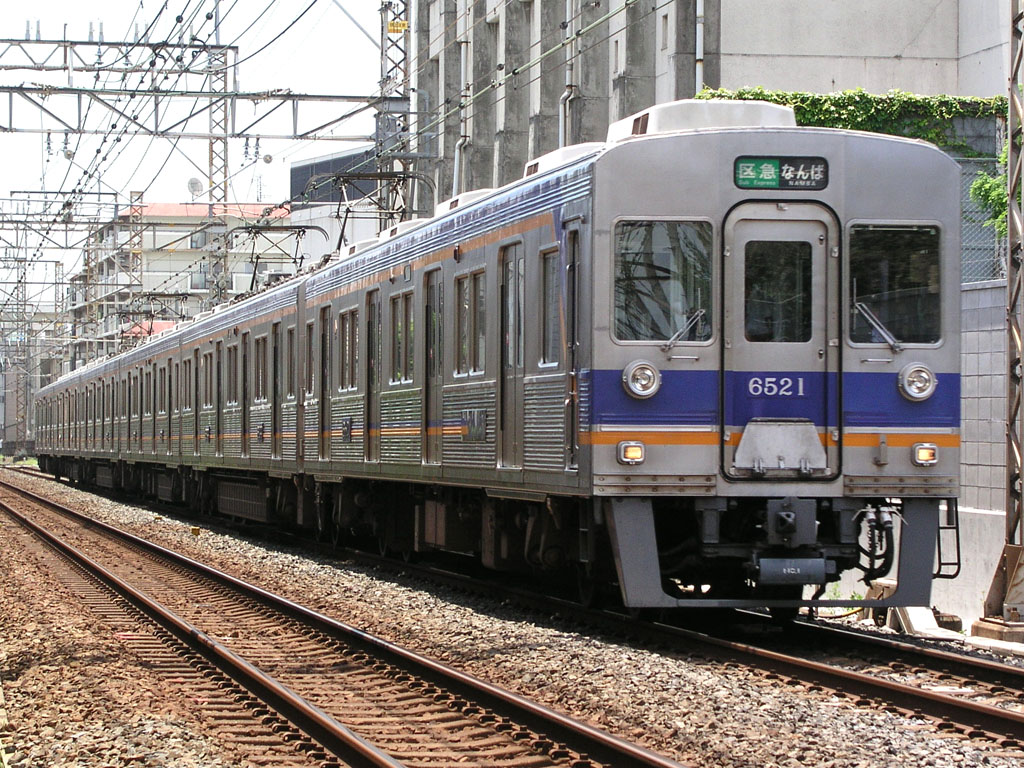
6200系による区間急行（帝塚山駅 - 住吉東駅間）

難波駅 - 河内長野駅・三日市町駅・林間田園都市駅間で運行されているほか、泉北線に直通する難波駅 - 和泉中央駅間の列車も運行されている（詳しくは「南海泉北線」も参照）。原則終着駅まで先着するが、夕方・夜間の下りにおいては一部の列車が河内長野駅で特急に追い抜かれることがある。
泉北高速鉄道（現・南海泉北線）の開業を控えた1970年11月23日のダイヤ改正で、準急行を泉北への直通列車の主体とするため、これと置き換える形で難波駅 - 河内長野駅間に新設された。1985年6月16日のダイヤ改正で昼間時のほとんどの列車が林間田園都市駅までの運行となった。河内長野・三日市町・林間田園都市方面は2000年12月23日の改正で朝・夜のみの運転となっていたが、2005年10月16日の改正で再び終日運転となった。2013年10月26日のダイヤ変更で日中の1時間の運転本数が2本から3本に増便された（河内長野・三日市町・林間田園都市行きが1本ずつ）。
2015年12月5日のダイヤ改正では、平日朝上りのみの運転であった泉北線直通列車が毎日日中に毎時上下2本設定された一方、高野線系統の列車が日中は再度毎時上下2本に減便されたほか、平日夕方以降も上り列車の大半が急行に格上げされている。この改正では平日朝ラッシュ時の区間急行にも女性専用車両が導入（泉北線直通列車を含む）された。
2017年8月26日のダイヤ改正では、日中の泉北線直通の各駅停車を置き換える形で泉北線直通列車が毎時上下4本になったが、夕方以降の泉北線直通列車は上下ともに準急行に置き換えられた。
駅の発車標や列車の方向幕などでの表記は「区急」、英語表記は“Sub Express”で、列車の種別幕の色は緑色である。1995年4月ごろ（泉北線和泉中央駅開業時）まで、種別幕の色は急行と同様に赤色（時刻表での表記は赤字に▲印）であったが、関西国際空港開港後の南海本線の区間急行に合わせて緑色に変更し、急行との区別を明確にしている。しかも白地に黒文字の旧幕（英字なし）のまま実施された。なお、区間急行は関西国際空港開港前は高野線のみの種別であった。
1999年11月11日には、縁起の良い"11づくし"という南海独自の企画で、難波を11時11分に出発する列車に「平成11年11月11日 11時11分 難波駅発車」と記した記念のヘッドマークを掲げ、林間田園都市駅まで1往復した。
泉北線直通列車での10両編成運転は、乗客減に伴い減少し、2012年11月23日の泉北線のダイヤ変更で廃止された。

#### 準急行

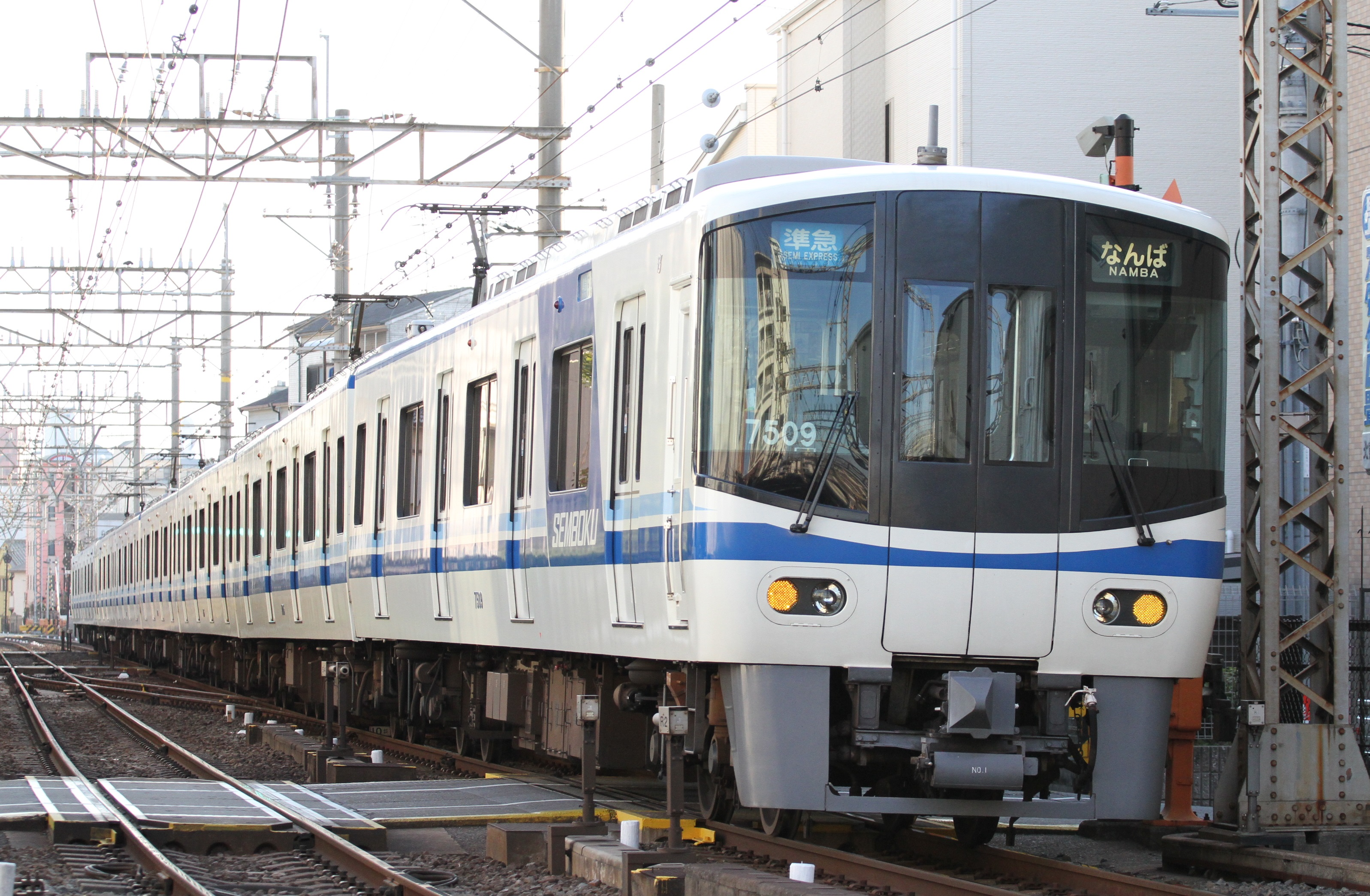
7000系による準急行（住吉東駅付近）

難波駅から主に泉北線直通列車として終日運行されている。そのほか河内長野方面には平日朝の三日市町駅・河内長野駅・千代田駅を始発駅とする難波行き上り列車と、2013年10月26日のダイヤ改正より平日深夜に難波発三日市町行きの下り列車が設定されている。駅の発車標や列車の方向幕などでの表記は「準急」、英語表記は“Semi Express”である。かつて泉北線内では、駅の自動放送でも「準急」と案内されていた。
昼間は6両編成で運転される列車が多いが、夕方ラッシュ時以降は8両編成で運転される列車が大半となり、半分以上が泉北車での運用となる。土休日ダイヤは6両編成が多いが朝晩を中心に一部の列車が8両編成で運転されている。平日朝ラッシュ時には10両編成運転も行われていたが、乗客減に伴い減少し、2013年7月22日の泉北線の列車編成両数変更で最大8両編成となり、南海の10両編成運転は全廃となった。
大半の列車が終点まで先着する。泉北線方面の列車では2017年より堺東駅で特急「泉北ライナー」の通過待ちが行われており、2024年1月20日ダイヤ修正時点では平日に下り3本、土休日に下り4本設定されている。河内長野方面の列車は上下1本ずつが終点まで先着し、残りの上り2本は北野田駅・白鷺駅で後続の急行の待避を行う。
現在の準急行は、1964年から1968年まで運転されていた「直行」（途中新今宮駅・住吉東駅・堺東駅以遠各駅に停車）を前身としており、それ以前の準急行は、百舌鳥八幡駅・萩原天神駅も通過していた。かつてはズームカーによる極楽橋駅発着の大運転の準急行がわずかながら設定されていたが、1964年のダイヤ改正で廃止されている。また、泉北線直通列車には、和泉中央駅開業後も一部に光明池行きが残っていたが、2013年のダイヤ改正ですべて和泉中央行きとなった。

#### 各駅停車

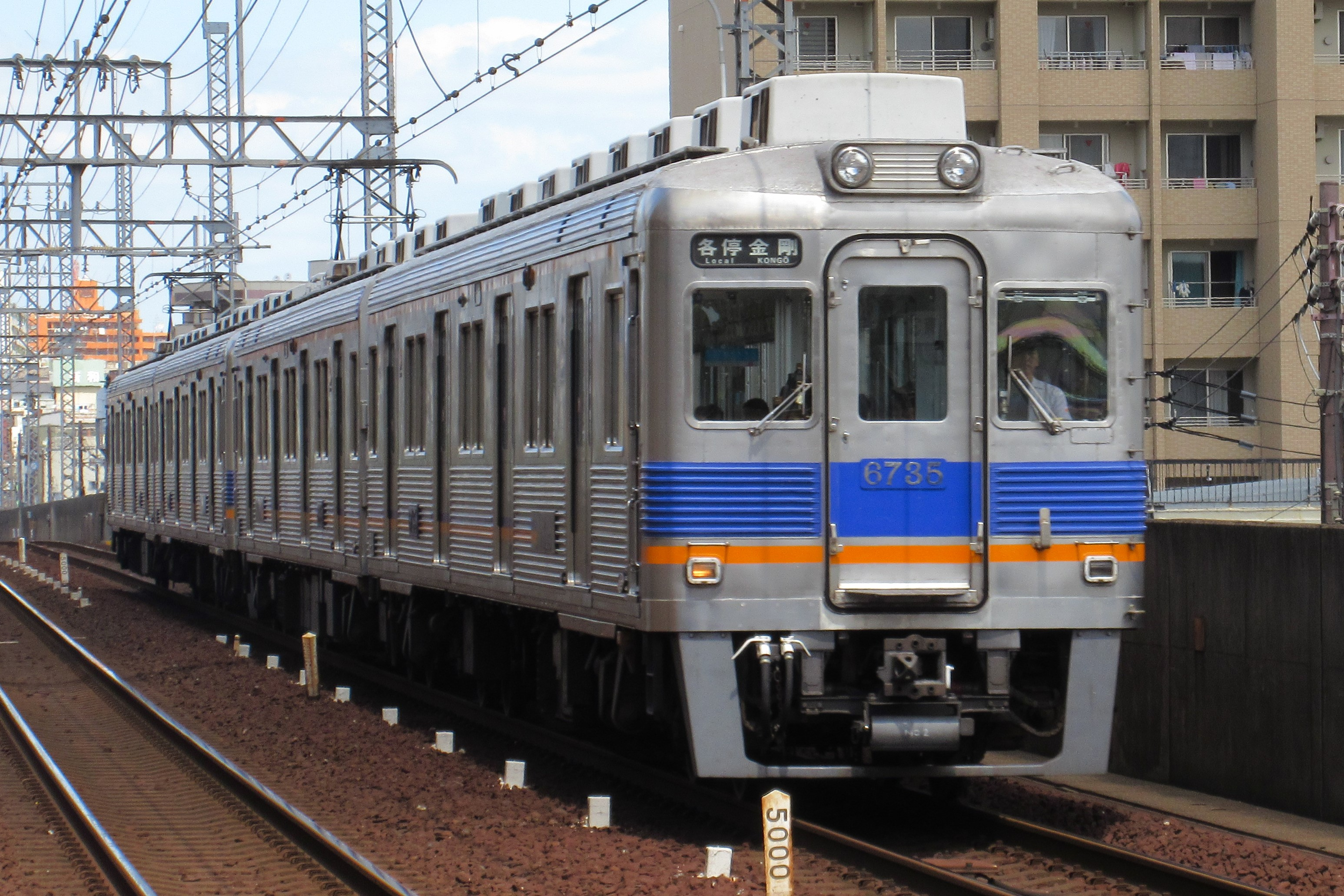
6300系による各駅停車（天下茶屋駅付近）

難波駅 - 堺東駅・北野田駅・金剛駅・千代田駅・河内長野駅・三日市町駅・林間田園都市駅・橋本駅間で運行されているが、大半が難波駅 - 金剛駅・河内長野駅・三日市町駅間の運行で、堺東駅発着は始発難波行きのみ、北野田駅発着は平日朝のみ、ほかも一部のみとなっている。このほか河内長野駅 - 橋本駅間、橋本駅 - 高野下駅・極楽橋駅間にも運行されている。駅の発車標や列車の方向幕などでの表記は「各停」である。また、南海本線の「普通（普通車）」と同様に、英語表記は“Local”である。
昼間以降、難波駅 - 河内長野駅間（一部は三日市町駅まで）の運転にほぼ統一されていた時期もあったが、一部の急行が区間急行に格下げされた関係で、金剛駅・千代田駅発着の列車も増えている。
かつては昼間時間帯（始発駅基準で12時から15時まで）と平日深夜（和泉中央発難波行き1本）に、泉北線直通の各駅停車が運行されていたが、2017年8月26日のダイヤ改正で全廃され、泉北線直通列車は優等列車のみとなった。
6両編成での運転を基本としている。2005年10月16日の改正で昼間は大型車両での4両編成運転がほとんどになっていたが、2017年8月26日のダイヤ改正で昼間数往復を除き6両編成での運転が基本となった。2012年11月から2013年10月26日までは夜間にも4両編成の列車が運行されていた。一方で河内長野駅 - 橋本駅間運転の一部列車や泉北線内のみ運転の列車には8両編成もある。
橋本駅 - 高野下駅・極楽橋駅間の系統のうち、2両編成の列車はワンマン運転（4両編成には車掌乗務）である。なおワンマン対応車両は2300系のみ。橋本駅で難波駅 - 橋本駅間の急行と相互接続を行いホームの高野山寄りから発車する。
1970年11月23日に岸ノ里駅の難波直通列車ホームが使用開始されるまでは、難波駅発着列車は堺東駅折り返しの列車が「各駅停車」（ただし岸ノ里駅は配線上の都合で通過）として、堺東より南の北野田・河内長野方面に直通する列車が今宮戎駅・萩ノ茶屋駅・岸ノ里駅を通過する「普通」として運行されていた。また、汐見橋駅発の列車も「各駅停車」として住吉東駅まで運行されていた。南海本線にも高野線の列車が走行する難波駅 - 岸ノ里駅間の複々線の東側2線を走行して今宮戎駅・萩ノ茶屋駅にも停車する「各駅停車」が難波駅 - 住吉公園駅（現在の住吉大社駅）間で運行され、両線で「普通」と「各駅停車」が共存していた。先頭車両に掲出されていた行先を示す標識板は、高野線の難波駅発着の各駅停車が正方形で「難波 堺東（上段に縦書）・各駅停車（下段に横書）」、普通が丸形（高野線の普通廃止後は各駅停車も丸形）、汐見橋駅発着の各駅停車と南海本線の「各駅停車」は長方形であった。

### 観光列車「天空」

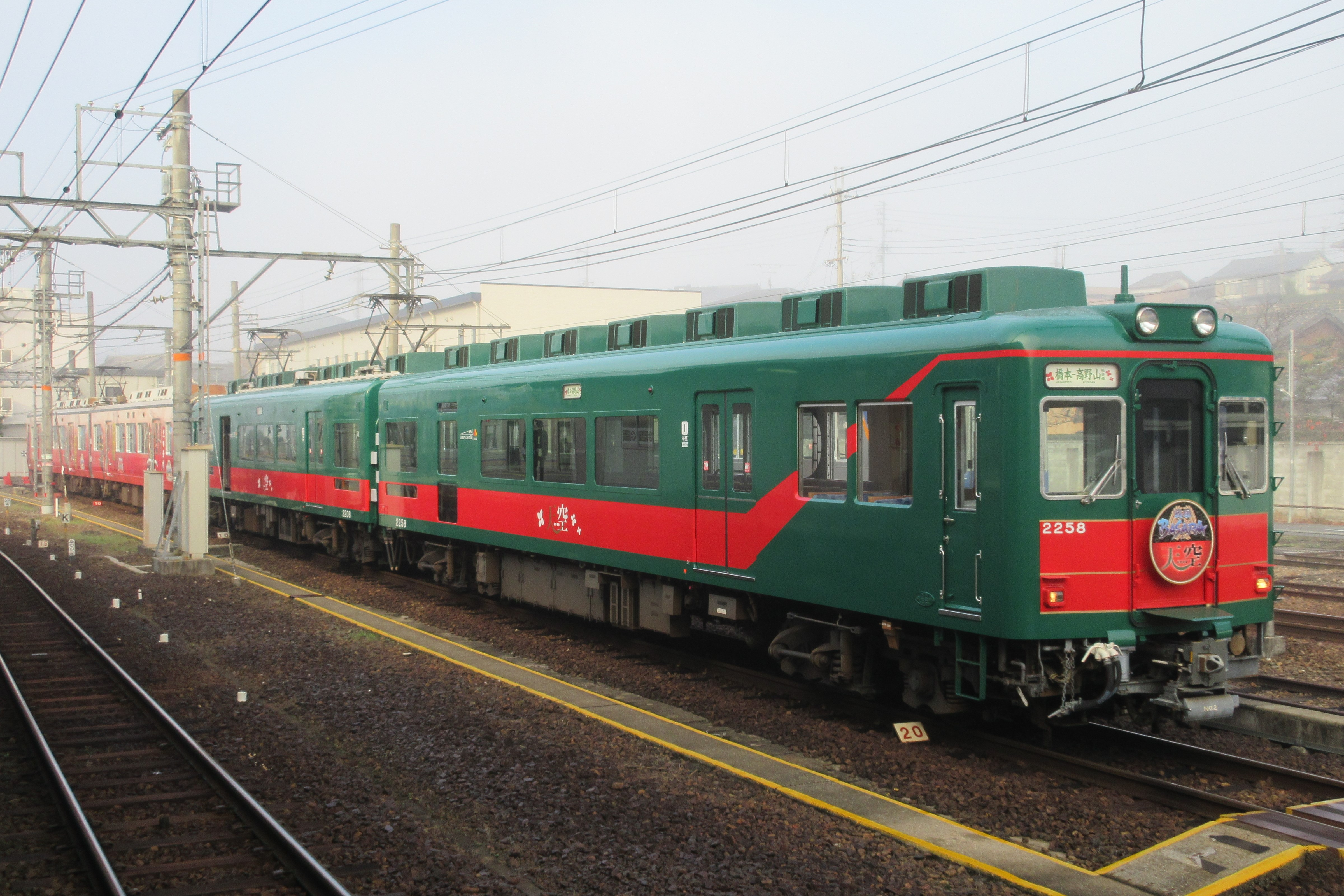
観光列車「天空」（橋本駅）

橋本駅 - 極楽橋駅間で運行される観光列車で、途中停車駅は学文路駅・九度山駅のみである。当初は臨時列車扱いであったが、2017年8月のダイヤ改正以降は特急列車扱いとなっている。列車の方向幕は「天空」専用のデザインとなっている。
極楽橋寄りに2200系改造の展望車2両、橋本寄りに自由席車の2300系または2000系2両を連結した4両編成で、展望車への乗車には座席指定料金（大人520円、小児260円）が必要である。自由席車は乗車券（PiTaPa・ICOCAなどの交通系ICカードを含む）のみで利用できる。座席指定券は、南海の「天空予約センター」で電話予約の上、乗車当日に引き渡しとなる。予約は乗車日の10日前から前日まで可能で、空席があれば当日でも窓口での受付が可能である。
3月から11月は水曜・木曜をのぞく毎日運転、12月から2月は土曜・休日のみの運転である。運行は1日2往復で、3月から11月の土曜・休日はさらに1往復が運転される。なお、車両検査時は代用できる車両がないため運休する。
南海が推進する「こうや花鉄道プロジェクト」の一環として導入されることとなり、2008年9月から10月にかけて愛称を一般公募し、同年12月15日に「天空」の愛称と、2009年7月3日の運行開始が発表された。運行開始に先立ち、2009年4月29日 - 6月20日の間の土曜・休日に7回、ほぼ本運行のものと同様のダイヤでプレ運行が実施されている。

### 汐見橋駅 - 岸里玉出駅間
「汐見橋線」の通称がある汐見橋駅 - 岸里玉出駅間は、かつては日中15 - 20分間隔での運行であったが、2025年現在は平日も土曜・休日も同ダイヤの30分間隔（夜間は35 - 40分間隔）で運行されており、これは大阪市内で最も本数が少ない。2000年12月23日からは終日ワンマン運転を行っている。初電は6時前後（岸里玉出発5時55分、汐見橋発6時10分）と遅く、終電は21時台と早い（岸里玉出発21時45分、汐見橋発22時10分）。
複線区間であるが、2024年12月時点のダイヤでは終日2両1編成のみで運用されており、汐見橋線内での上下列車の行き違いはない。南海本線の支線と同様に上下列車とも先発先着である。
岸里玉出駅における日中の接続は、現在は南海本線普通、高野線各停がともに15分間隔で運転していることから接続時分はほぼ一定である。
1985年以前は、高野線岸ノ里駅以南と線路がつながっており、出入庫のため住吉東駅や堺東駅発着の列車も存在した。高野線と線路が分断された後は、汐見橋駅 - 岸里玉出駅間の区間運転のみとなった。のちに設定された駅ナンバリングは、岸里玉出駅からの枝番とされ、実質支線扱いとなっている。
汐見橋駅では、阪神なんば線・Osaka Metro千日前線の桜川駅と徒歩連絡しているが、両線との連絡運輸の設定はない。なお、阪神の桜川駅は南海汐見橋駅の真下にあり、仮称は「汐見橋駅」であったが、乗降客数の多い千日前線に駅名を合わせている。
南海本線とは高野線分断前から線路がつながっており、車両は南海線住ノ江検車区所属の2200系および2000系が充当されている。ただしこの区間は高野線分断後も高野線の一部として扱われており、乗務員も高野線側が担当し、列車種別も「普通」ではなく「各停」としている。
高野線本体と分断される1985年以前は、高野線所属の主に6000系ステンレスカー2両編成で運行されていた。1985年から1995年までは南海本線の他の支線と同様に1521系が使われた。1995年の2200系化により、南海本線所属ではあるものの、再び高野線出自の車両に戻ったことになる。

### 臨時列車
1990年代前半までは学校の夏休み期間中、大阪市・堺市など沿線にある公立小学校児童の高野山林間学校団体輸送用として、21000系・22000系による専用の臨時列車が多数運行されていたが、1990年代後半以降、少子化や林間学校の目的地の多様化、貸切バス利用への転移などによって高野線を利用する林間学校の小学生の団体は大幅に減少したため、現在は小学生団体専用の極楽橋直通臨時列車はほとんど見られなくなっている。

#### お盆期間
お盆期間における高野山への参拝客・観光客・墓参り客への対応のため、乗車券のみで利用できる自由席特急が通勤型車両で運転される場合がある。停車駅は「こうや」と同じで、使用車両は2000系の4両編成が多く、2300系が連結されることもある。なお、お盆期間の平日は、ほかの関西私鉄とは異なり平日ダイヤによる運転となっている。
このほか、橋本駅 - 高野下駅間の各駅停車が高野下駅 - 極楽橋駅間を延長運行したり、橋本駅始発の急行に接続する形で極楽橋駅 - 橋本駅間の臨時列車が運行されたりすることがある。高野下駅 - 極楽橋駅間をノンストップで運行する列車もあり、この場合方向幕は「臨時」が表示される。また、橋本駅 - 極楽橋駅間に自由席特急が増発される場合もある。この臨時特急は「天空」と同じく、途中学文路駅と九度山駅に停車する。

#### PL花火芸術開催時
毎年8月1日の「教祖祭PL花火芸術」開催時には、大阪狭山市駅や金剛駅が花火会場への最寄り駅となるため、一部列車の編成両数、発着時刻、待避駅の変更や臨時列車の運行が行われる。具体的には花火終了後、上り急行が大阪狭山市駅に臨時停車し、河内長野駅発の準急行・区間急行難波行き臨時列車が数本程度運行される。前者は2014年度より利用状況に応じて行われるようになり、2017年度から事前に告知されるようになった。2015年度まで、花火開始前と終了後に運行している4両編成の一部各停が6両編成に増車されていた。また、花火開始前には難波発準急行河内長野・三日市町行きが2008年度まで運行されていた。2008年度以降、下りの臨時列車は運行されていなかったが、2018年度に難波発準急行河内長野行きが1本運行された。

#### 年末年始
2019年度（2020年正月）以前は大晦日から元日早朝にかけて終夜運転が行われていた。各駅停車のみの運転で、全列車中百舌鳥駅で泉北線の列車と接続する。2009年までの元日早朝は難波駅 - 河内長野駅間のみにおいて40分間隔で運行されていたが、2010年から元日早朝は難波駅 - 北野田駅間のみにおいて40 - 60分間隔で終夜運転、北野田駅 - 河内長野駅間は午前2時台までの運転となっていた。河内長野駅 - 極楽橋駅間と汐見橋線では終夜運転が行われていなかった。
2020年度（2021年正月）以降は、泉北線も含め終電延長および終夜運転は行われていない。

#### 高野山開創1200年記念大法会関連
2015年4月2日から5月21日にかけては「高野山開創1200年記念大法会」が執り行われるため、概ね以下のような臨時ダイヤ・編成両数変更が策定された。
- 当該期間中の平日は橋本駅 - 極楽橋駅間で各停下り1本と特急上り1本を臨時に運転するほか、橋本駅 - 高野下駅間折り返し各停上下計6本を極楽橋駅まで延長運転（ただし高野下駅 - 極楽橋駅間は途中無停車）。
- 同じく土曜・休日は高野下駅 → 橋本駅間の各停1本を極楽橋駅始発に延長運転（ただし極楽橋駅 → 高野下駅間は途中無停車）。
- 通常、3月から11月まで水・木曜日は運休している「天空」を当該期間中の毎週木曜日に2往復臨時運転。
- 橋本駅 - 極楽橋駅間折り返し各停を、昼間時間帯を中心に2両編成から4両編成に増結。
- これら臨時列車の発着に合わせて、極楽橋駅 - 高野山駅間でケーブルカーを増発。

## 使用車両
1962年に登場した6000系以降の高野線用4扉車はステンレス車両である。接客サービス向上や省エネルギー化の推進のため、6200系の一部や8200系でVVVFインバータ制御への更新を実施（8200系は6200系50番台に編入）している。
南海線は7000系・7100系の老朽化が進行していること、関西国際空港の需要が拡大していることから、8000系（2代）の導入以降、同線の新車投入が優先されていたが、高野線でも6000系の置き換えのため、2019年11月に高野線仕様の8300系が運行を開始した。
高野線は南下とともに山岳路線へと変化するため、南海線に比べ制約が多い。21m級の4扉大型車両（11000系・6000系・8300系など）は橋本駅以南へ入線できない。当初は河内長野駅が21m級車両の南限で、1963年に三日市町駅まで、1984年に林間田園都市駅まで、1992年に橋本駅までの乗り入れが可能となっている。また同じ21m級の大型車両でも南海線専用車両は三日市町駅以南へ入線しない。1971年に泉北高速鉄道線が開業した際は大阪府都市開発（線名・社名とも当時。現・南海泉北線）所属の車両も三日市町駅まで運用されていたが、1989年9月3日のダイヤ改正以降は相互直通区間となる難波駅 - 中百舌鳥駅間のみの運用となった。
1000系以降の車両は南海線・高野線共通仕様とされ、一部が高野線所属となったほか、通常高野線に入線しない50000系や「サザン」用12000系が貸切列車や「りんかん」の代走などで橋本駅まで入線している。なお、7100系や9000系などの南海線専用車両の一部は、性能確認試運転と廃車回送時に限って三日市町駅より南の小原田検車区まで入線している。
電車

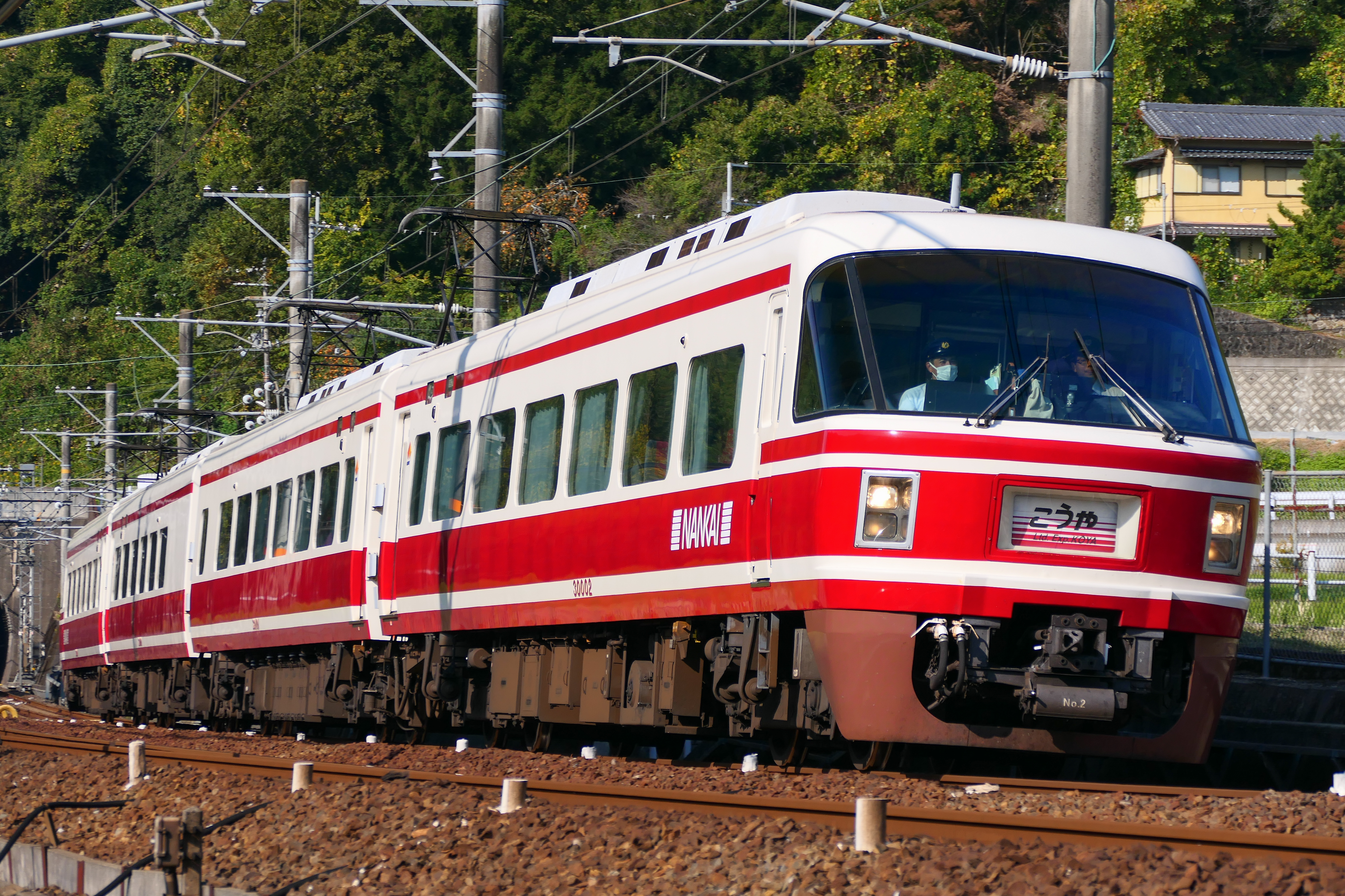
30000系（こうや・りんかん）：ズームカー
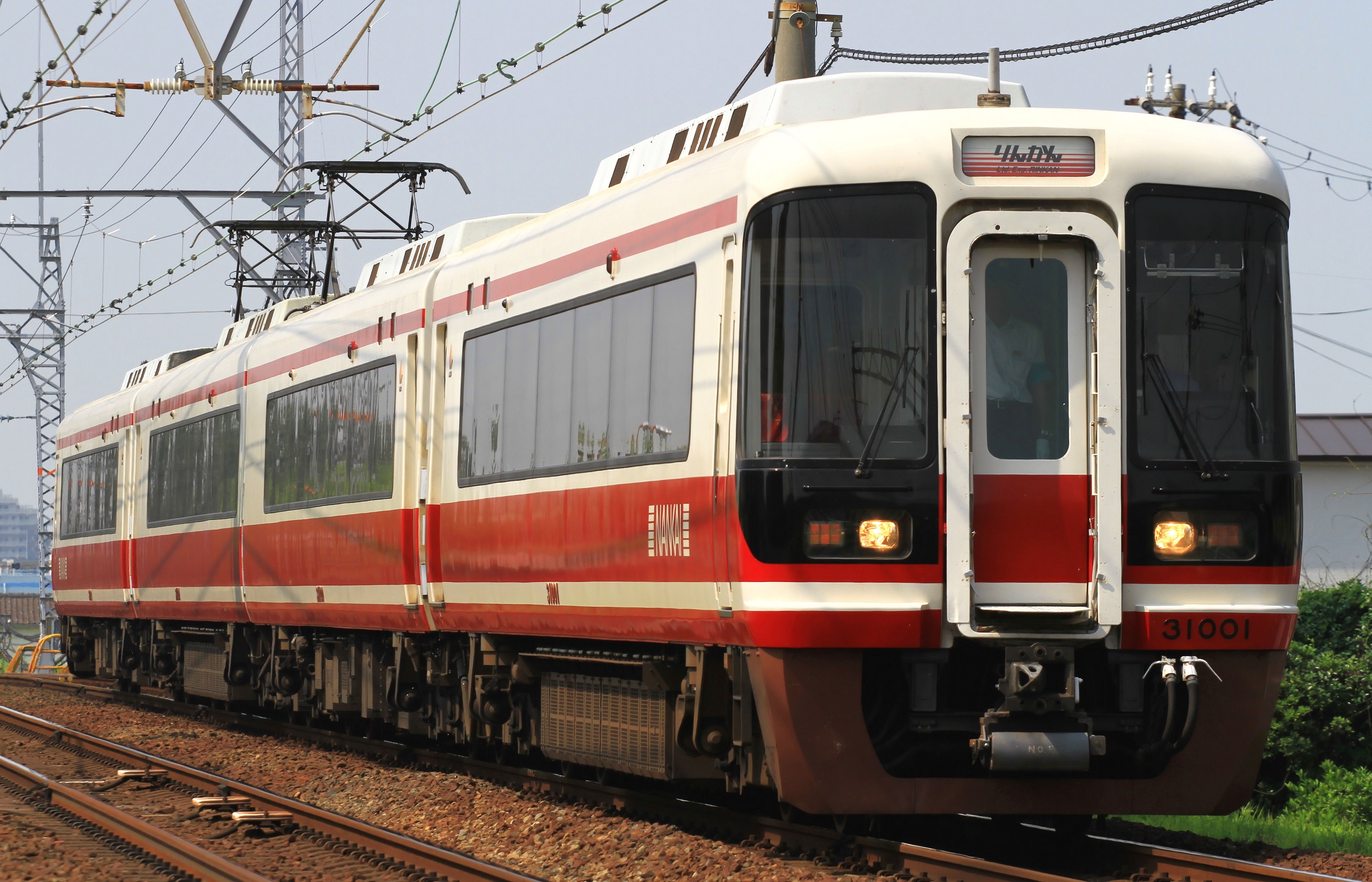
31000系（こうや・りんかん）：ズームカー
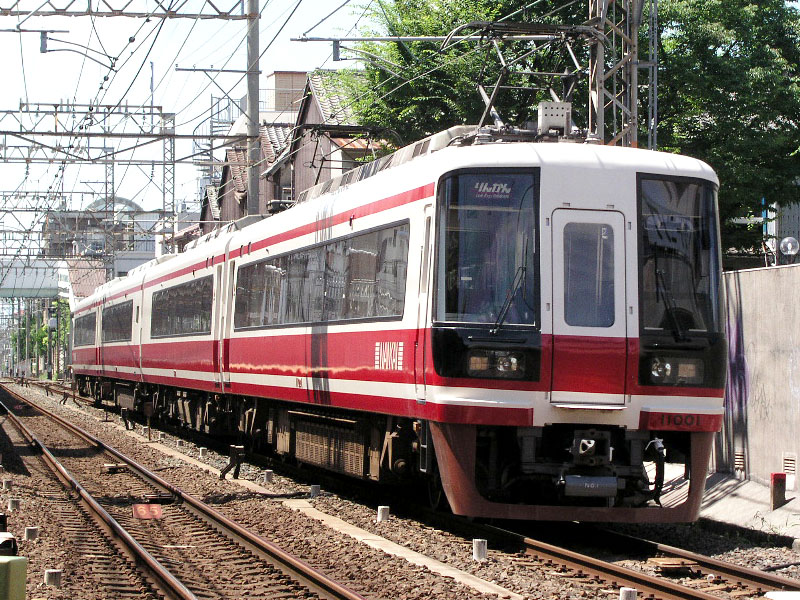
11000系（りんかん・泉北ライナー）

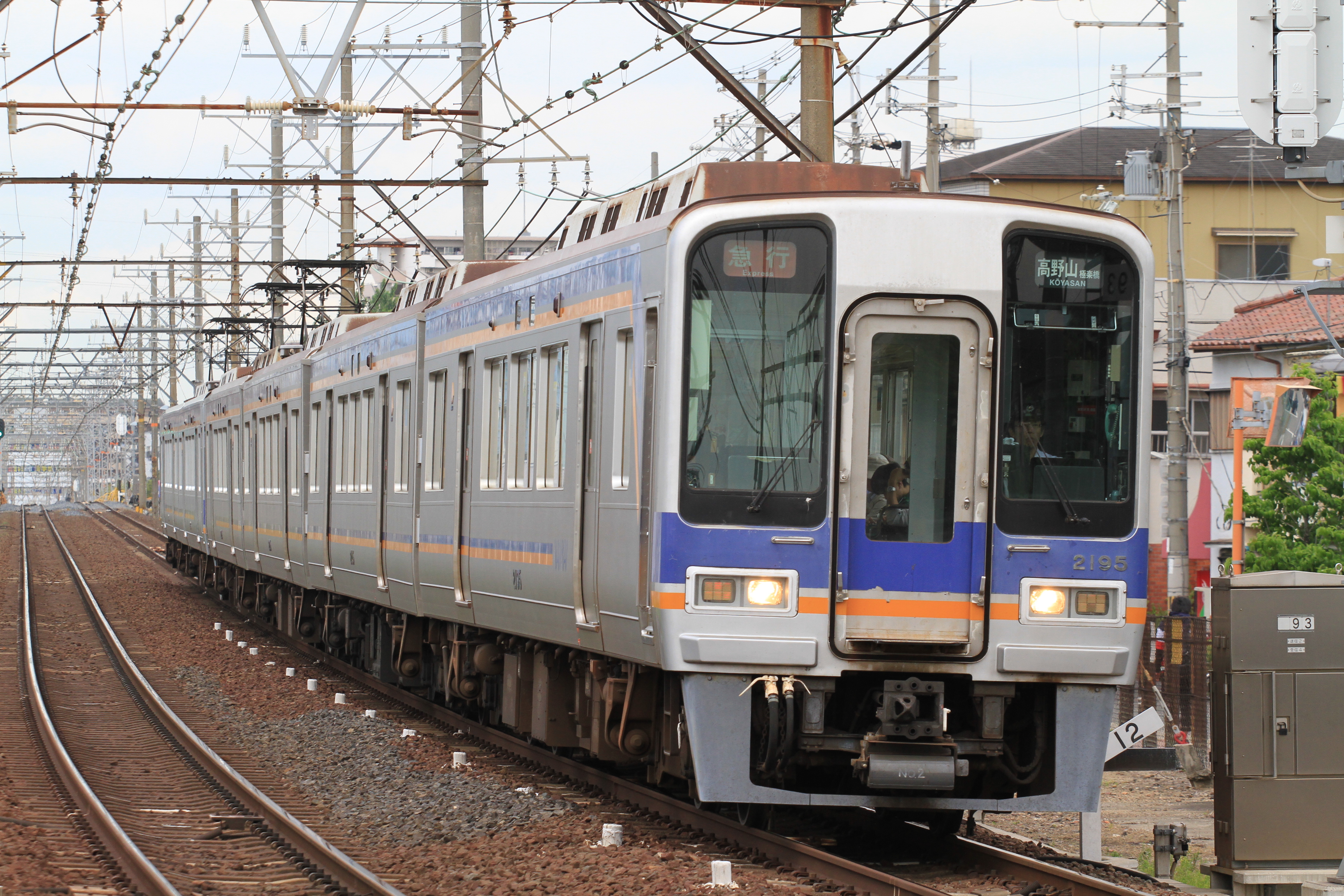
2000系：ズームカー。汐見橋線は南海線所属車を使用。
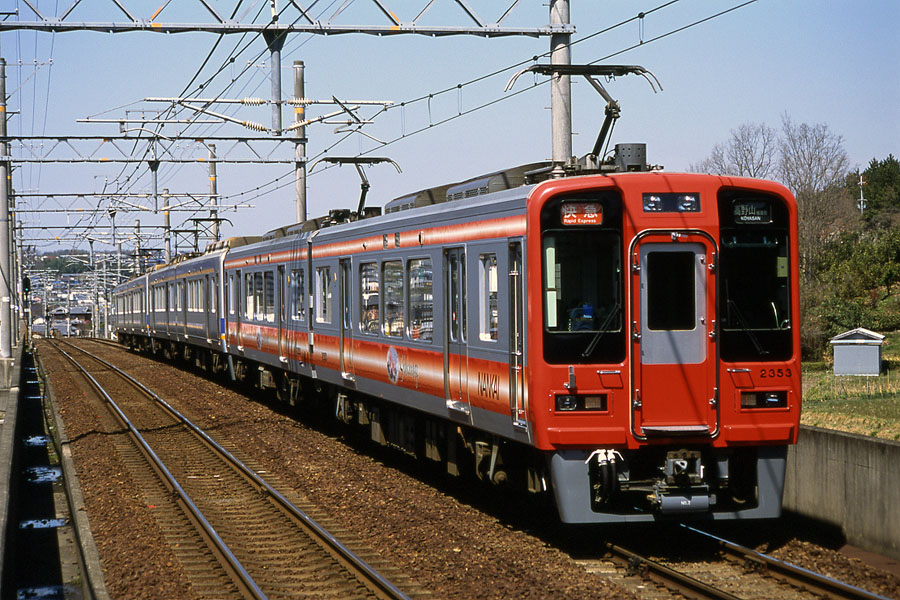
2300系：ズームカー。山岳区間でのみ運用。
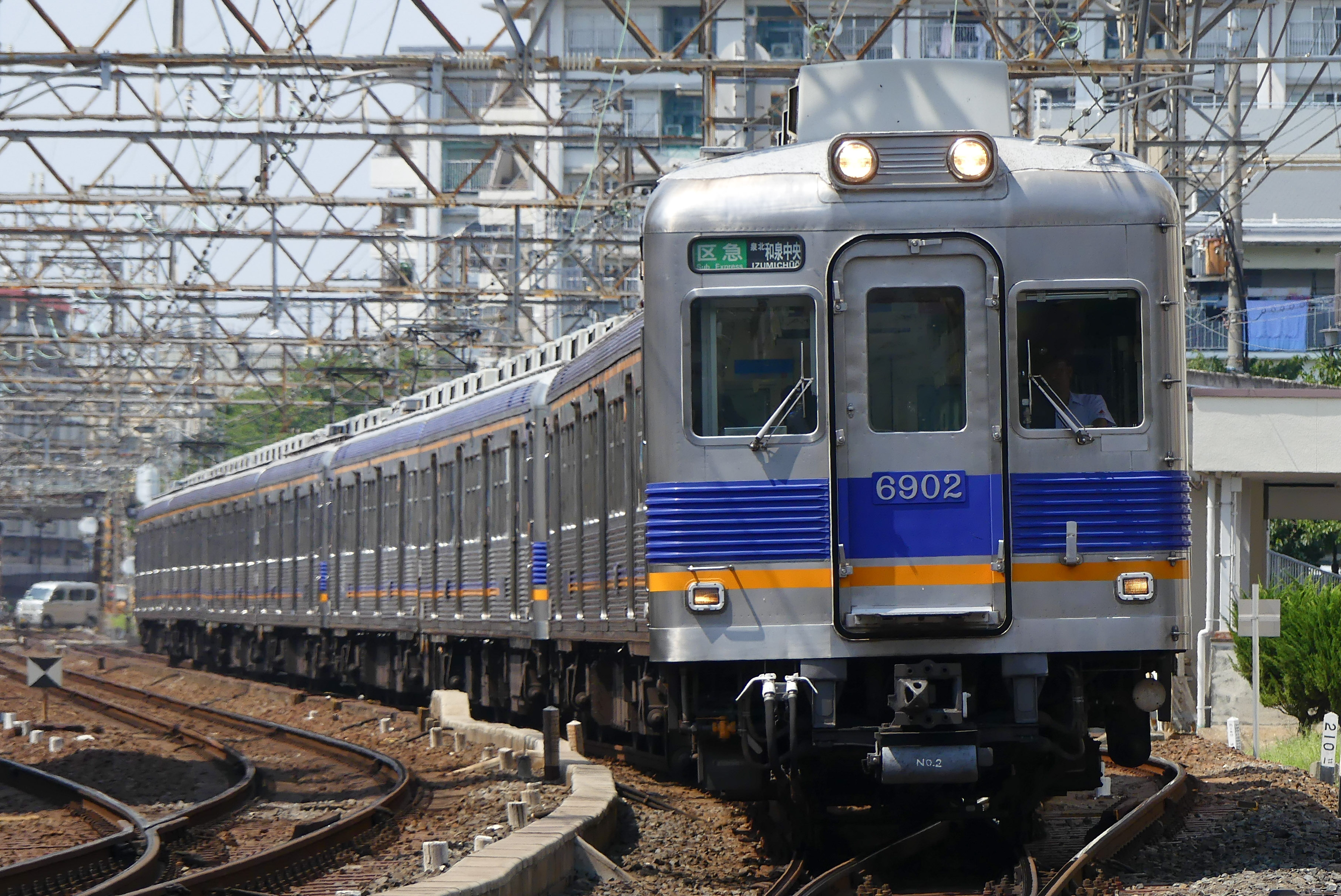
2200系：ズームカー、「天空」用。山岳区間でのみ運用。
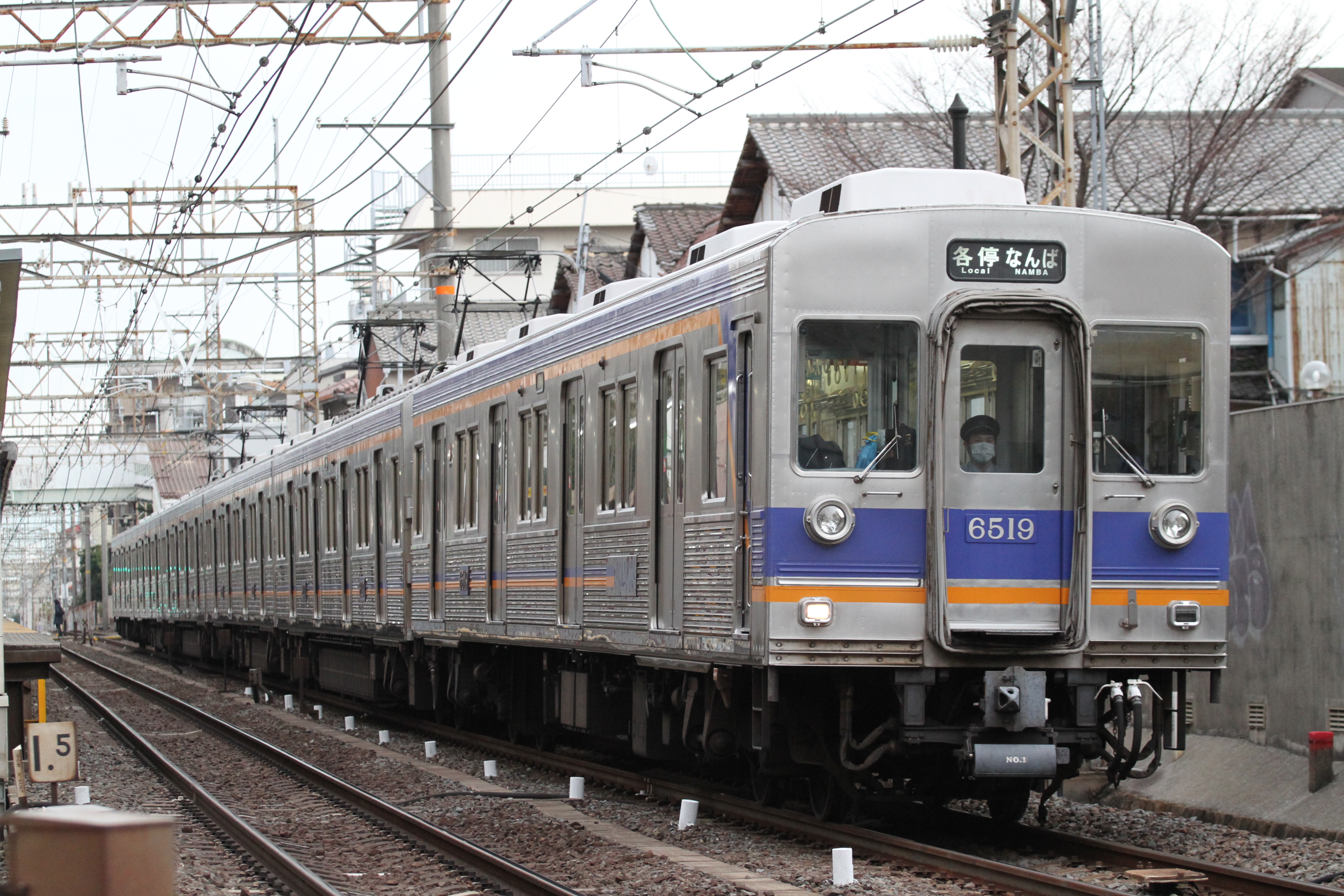
6000系
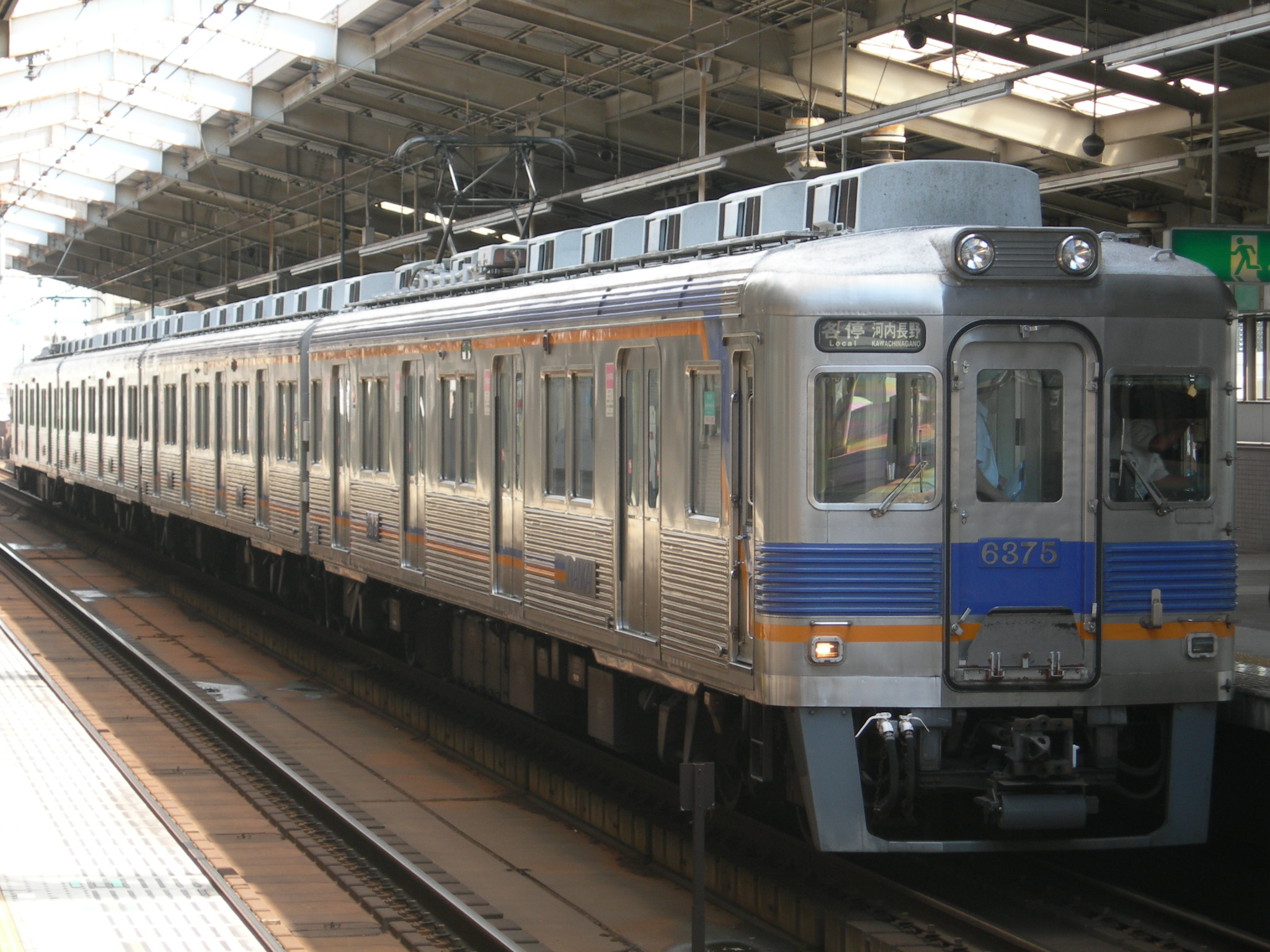
6200系
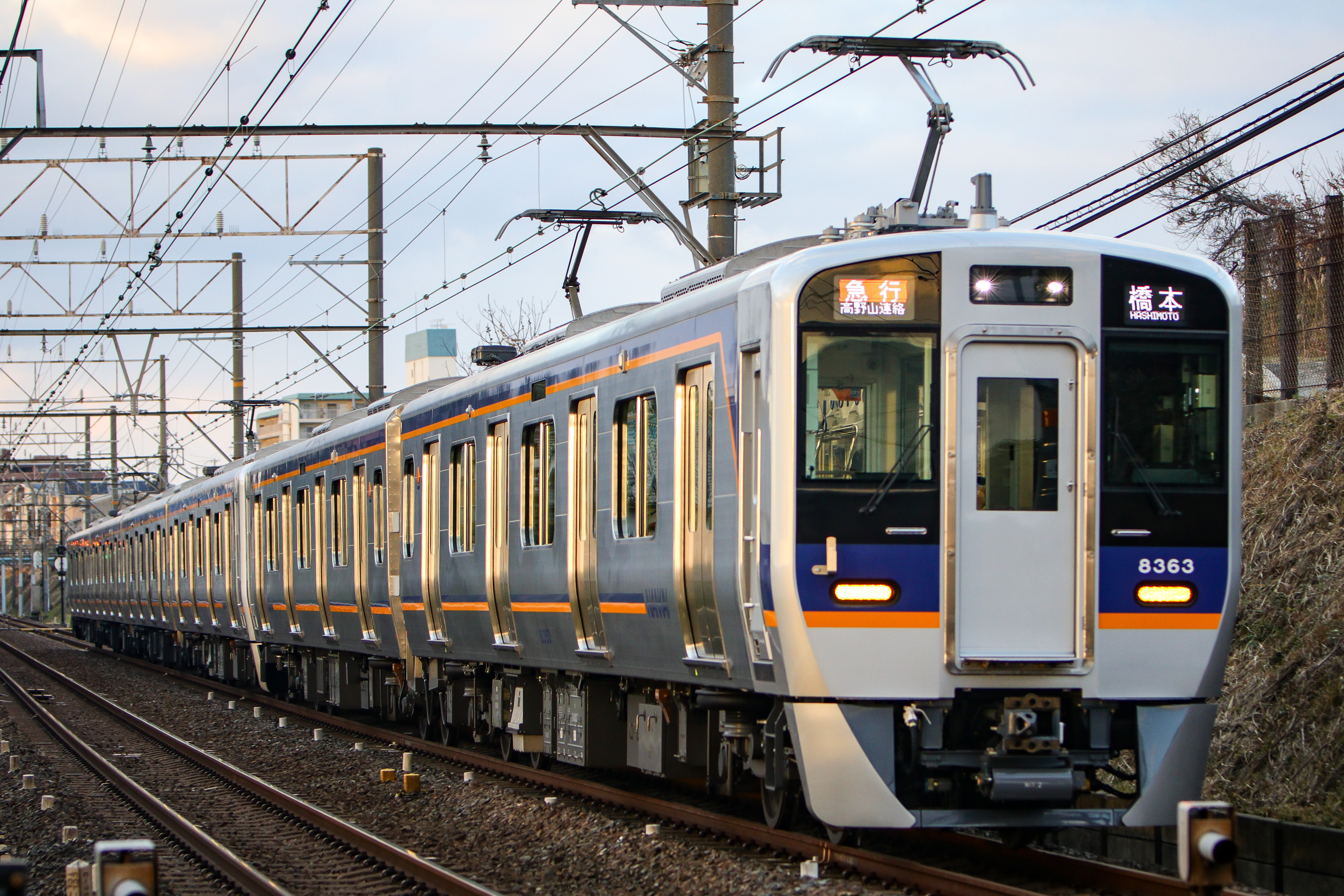
6300系
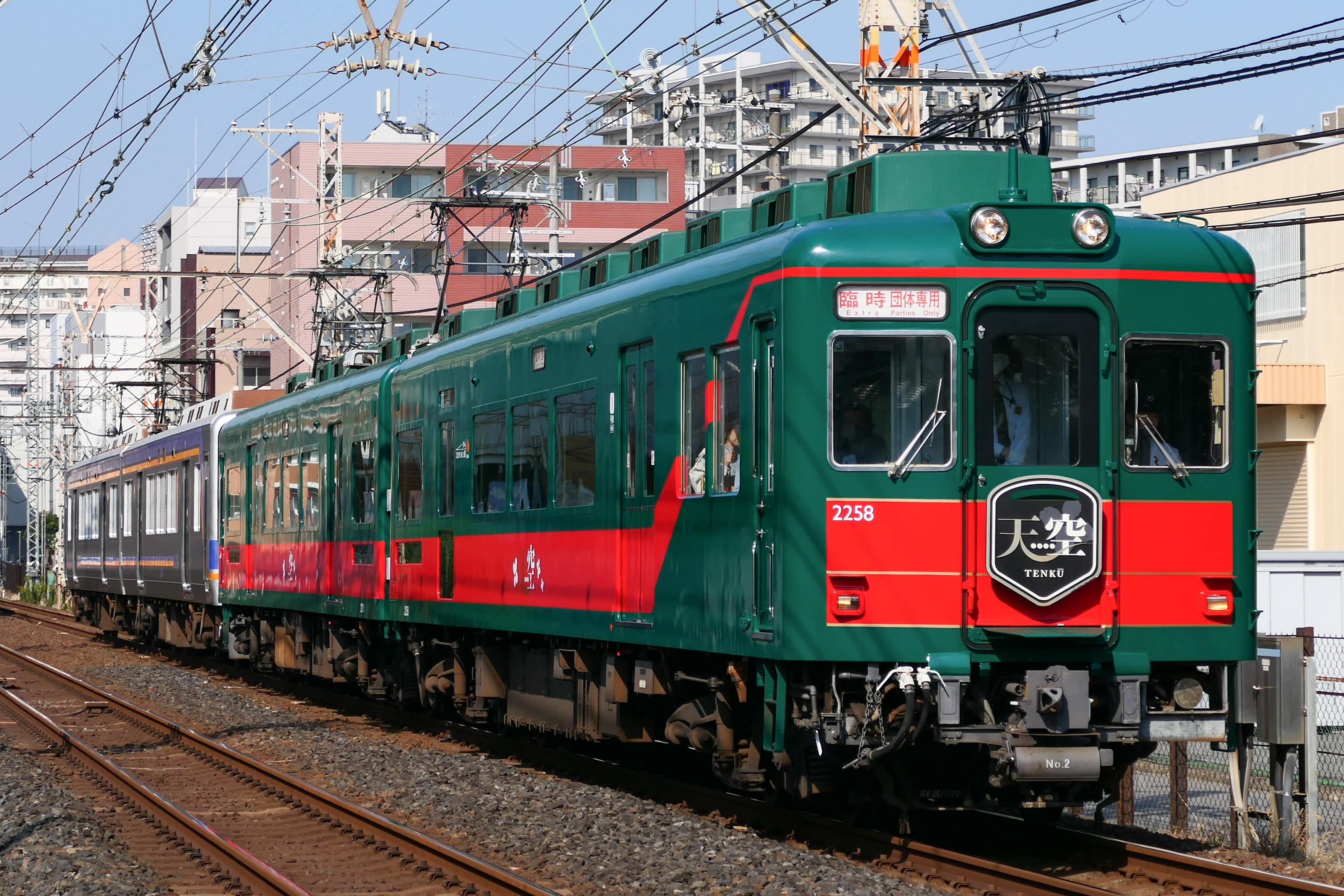
6200系50番台

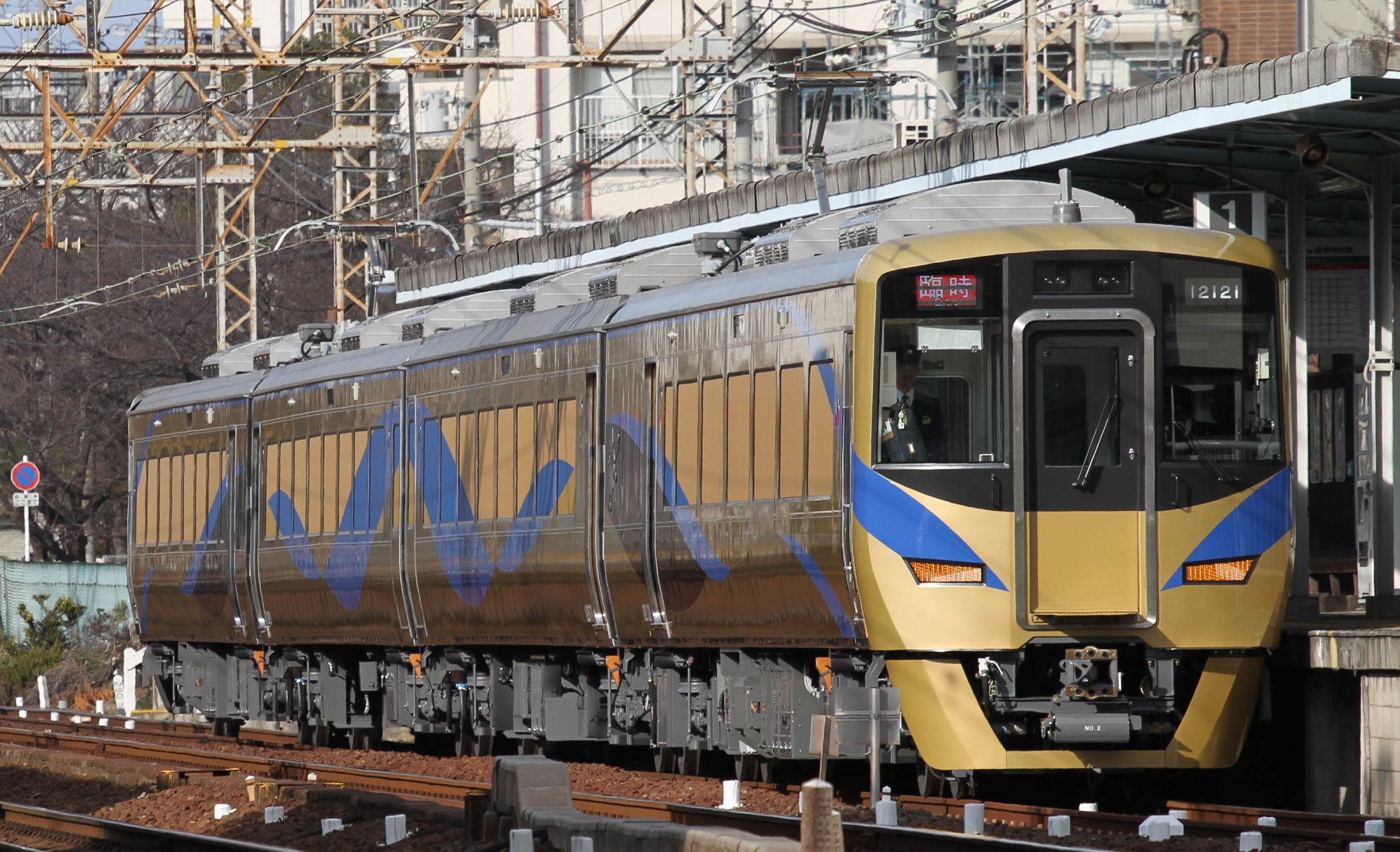
泉北12000系 （泉北ライナー）
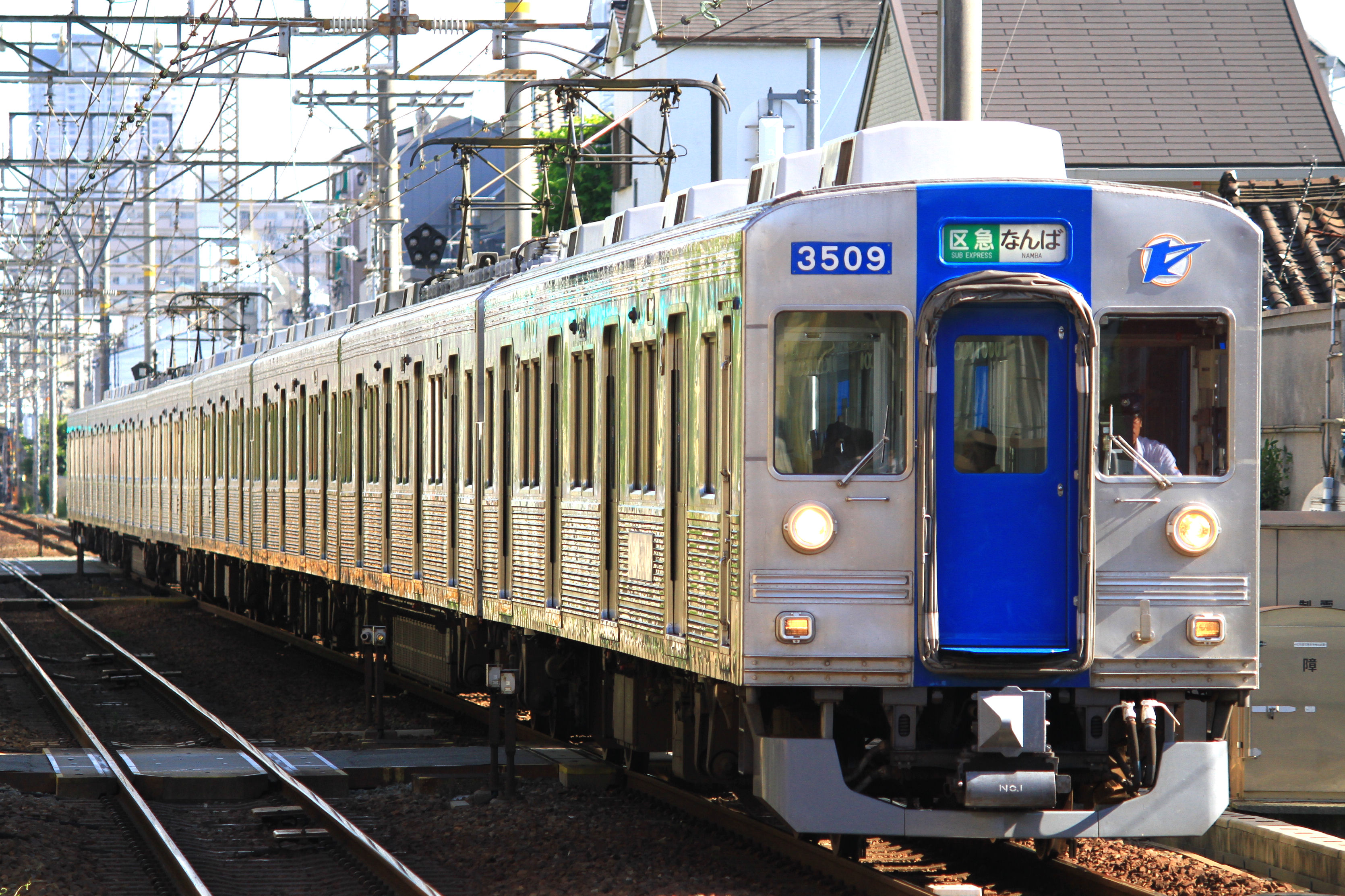
8000系（2代）
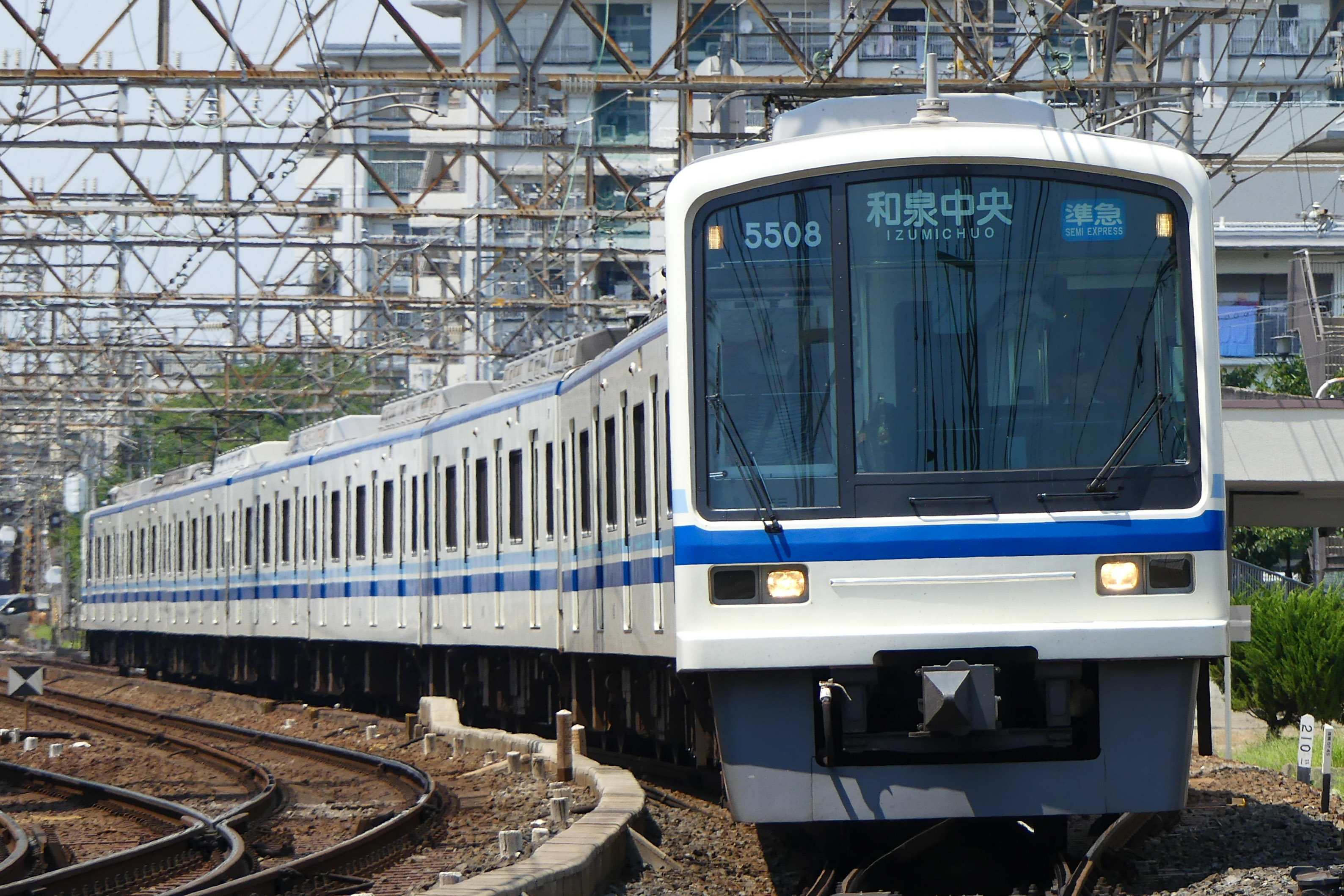
8300系
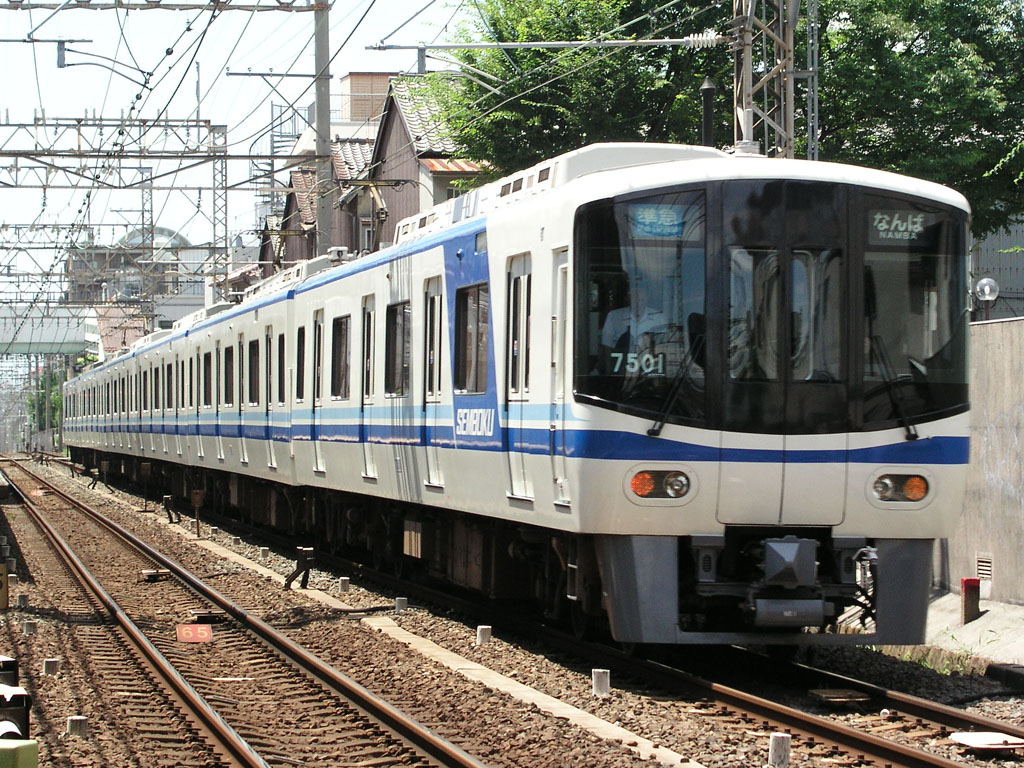
7000系
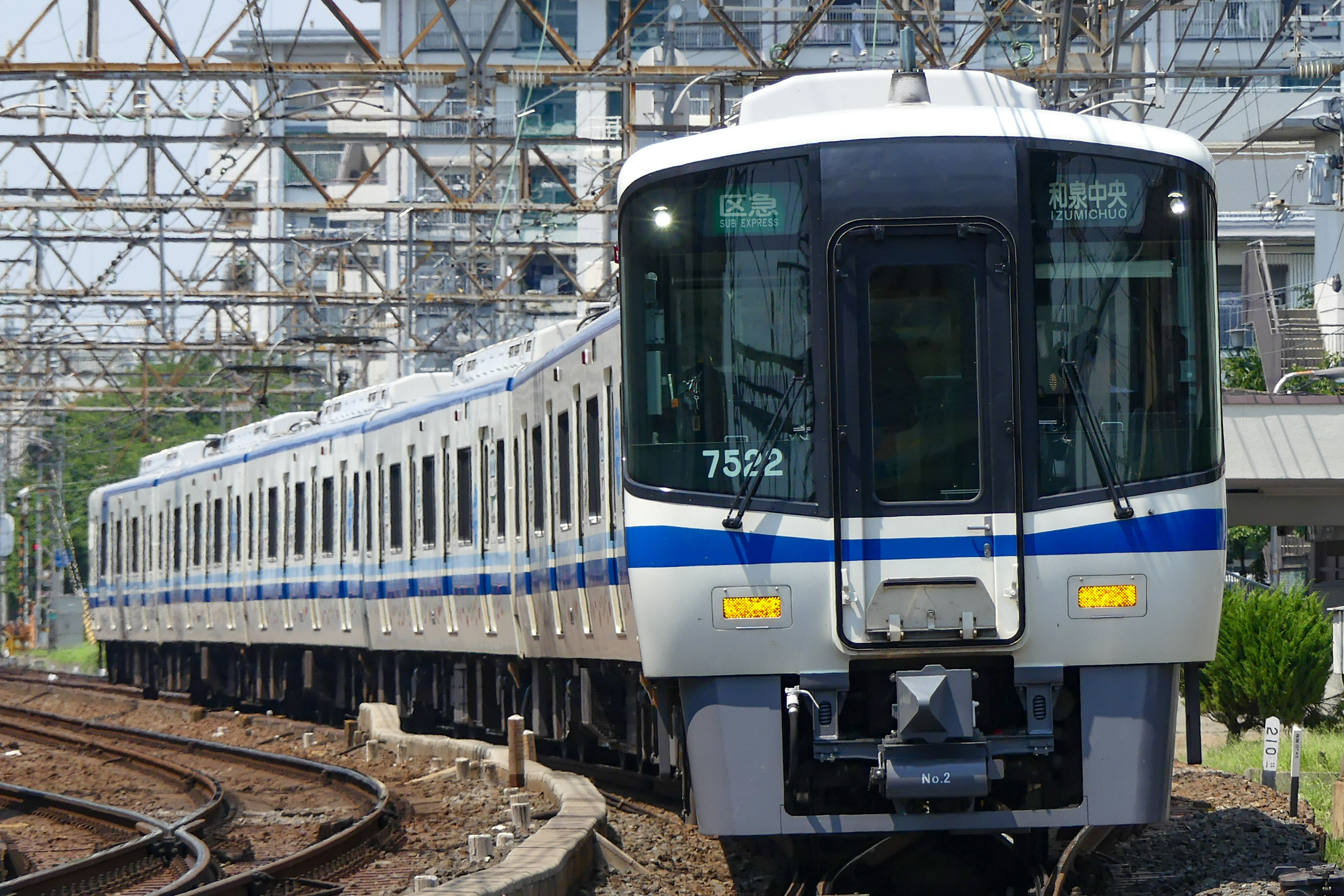
7020系
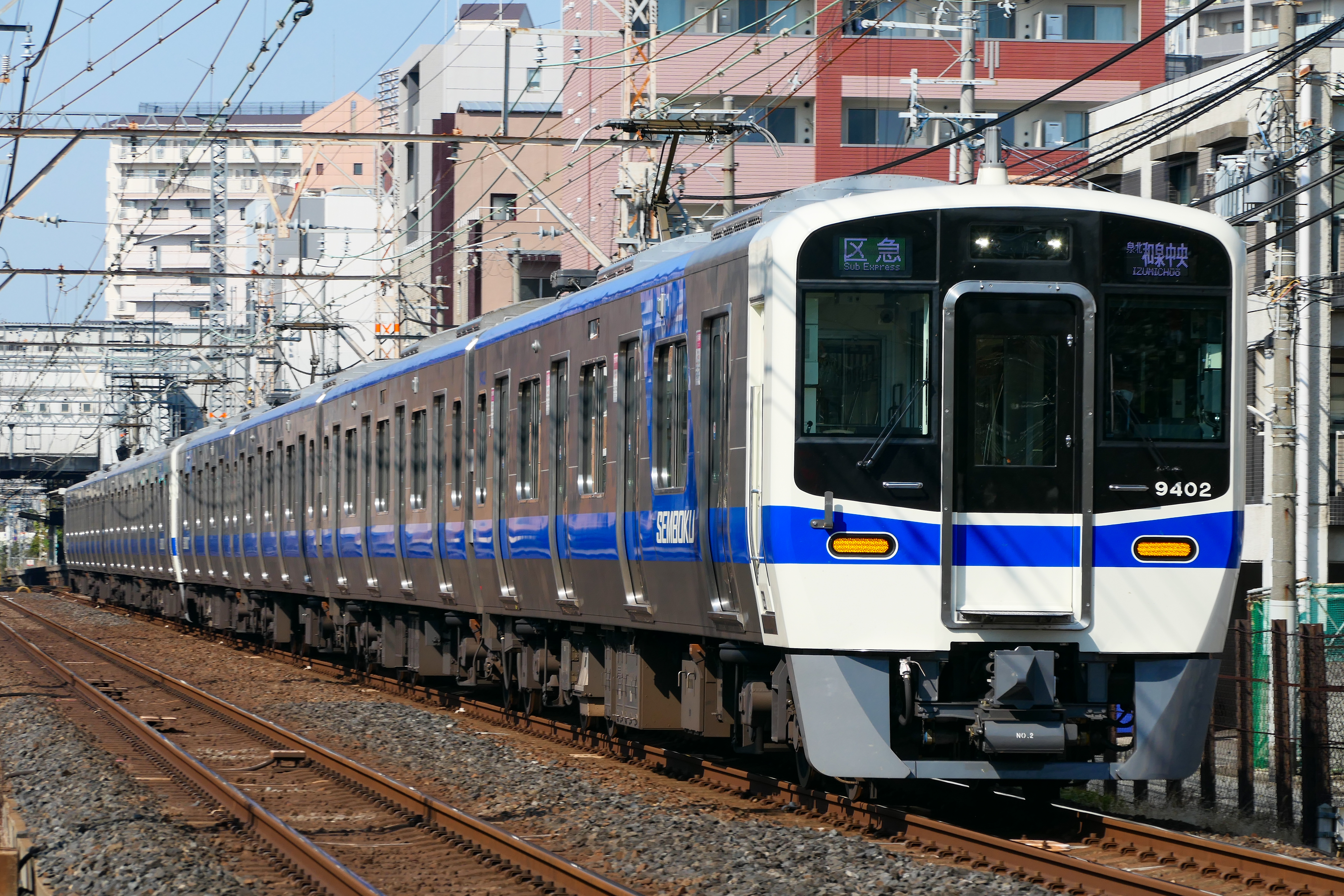
9300系

泉北線用
- 12000系20番台（泉北ライナー）
- 3000系
- 5000系
- 7000系
- 7020系
- 9300系

- 30000系
（こうや・りんかん）
- 31000系
（こうや・りんかん）
- 11000系
（りんかん・泉北ライナー）

- 2000系
- 2300系
- 6000系
- 6200系
- 6300系
- 8300系
- 2200系「天空」

- 泉北12000系
（泉北ライナー）
- 3000系
- 5000系
- 7000系
- 7020系
- 9300系

### 過去の使用車両

#### 自社車両
電車
- 20001系（こうや号）：ズームカー
- 50000系（泉北ライナー）：南海線所属。30000系の脱線事故に伴う車両繰りのために運用されたことがあった。
- 21001系：ズームカー。
- 22000系：ズームカー。
- 2200系：ズームカー、汐見橋線用。
- 8200系：6200系（50番台）に改造・編入され現用。
- 8000系（初代）：6200系に改造・編入され現用。
- 6100系：6300系に改造され現用。
- 7100系：6100系の導入が遅れたため1969年から1970年にかけて一時的に配属されていた。
- 1000系（2代）
- 1521系：岸ノ里駅（現・岸里玉出駅）で分断後汐見橋線で運用。
- モハ561形
- モハ1251形
- クハ1900形

客車
- サハ3801形

蒸気機関車
- C10001形

#### 乗り入れ車両
泉北高速鉄道
- 100系

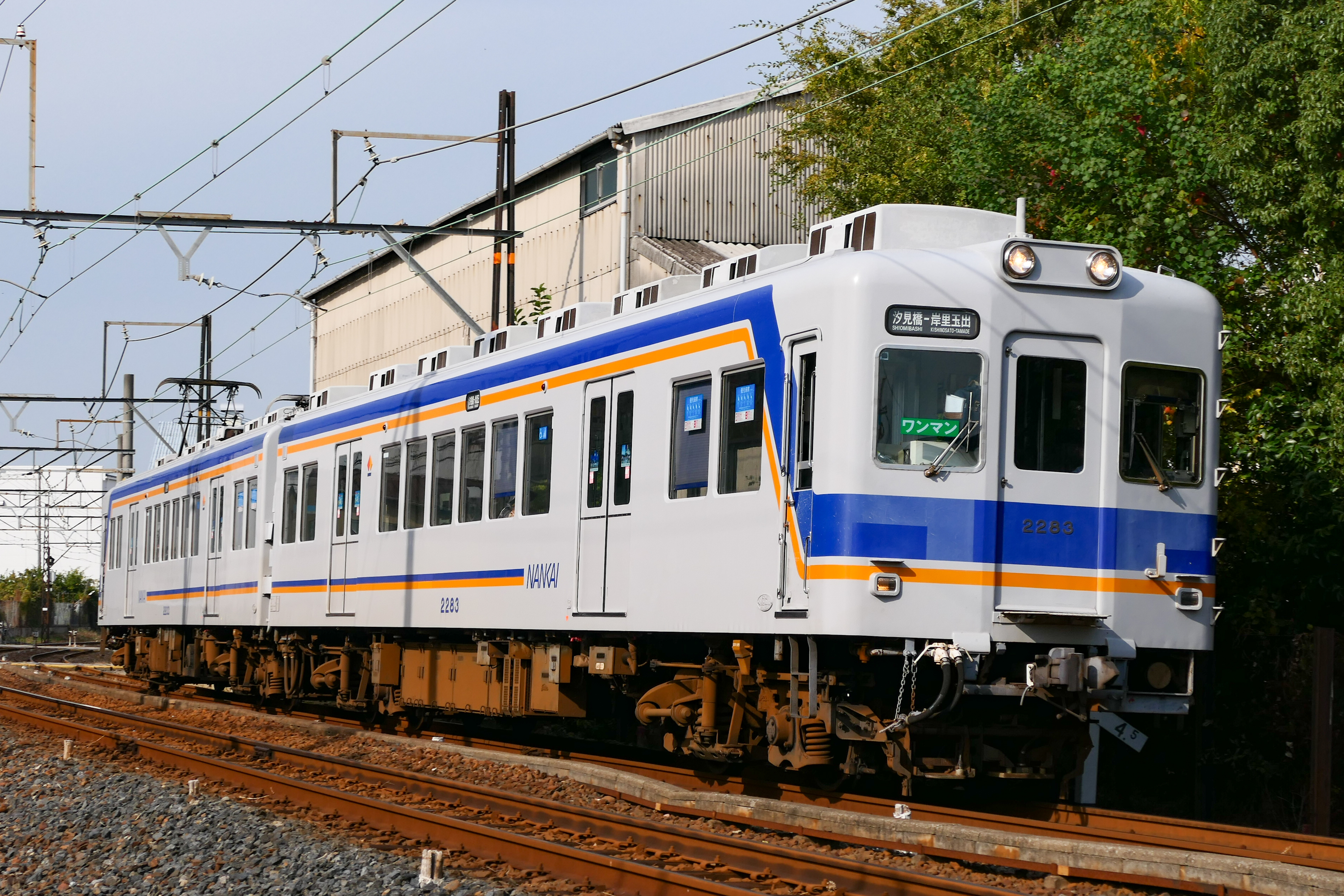
2200系支線用改造車

## 乗務員
- 乗務員は高野線列車区難波・中百舌鳥・光明池・橋本の4エリアのいずれかに所属する。難波駅、中百舌鳥駅、光明池駅、橋本駅の構内もしくは至近に乗務拠点を持ち、基本的に4勤務1公休のシフトで勤務を循環している。
- 難波駅 - 極楽橋駅間では、特急以外は中百舌鳥駅（準急行、各駅停車）または橋本駅で乗務員交代が行われ、特急は始発駅から終着駅まで通しで乗務する。泉北線直通列車は中百舌鳥駅で乗務員交代が行われる（泉北線直通の区間急行は中百舌鳥駅を通過するため、2015年12月までは光明池駅で乗務員交代を行っていたが、区間急行の増発と特急「泉北ライナー」の運行開始に伴い、和泉中央駅までの通し乗務に変更となっている）。
- 特急「こうや」（以前は「りんかん」「泉北ライナー」も含む）の運転士は希望調査の上決定され、難波エリアの「特急系統」と呼ばれる専用乗務行路が与えられる。「りんかん」「泉北ライナー」については難波エリアに所属する支線運転士以外の全運転士が乗務を担当する。
- 特急系統の車掌については、以前は「アバン」に所属する女性車掌が担当していたが、2020年代以降は段階的に乗務行路の内製化が実施され、2025年現在は原則的として難波エリアに所属する車掌が全ての特急列車を担当する。
- 8両編成で運行される特急には、「アバン」に所属する女性のパッセンジャー・アテンダント （旅客係） も乗務する。これは8両編成の場合、編成間の車内での通り抜けができず、進行方向前4両側にも車内検札等の係員が乗務する必要が生じるため。
- 汐見橋線は、難波エリアに所属する専門系統（支線系統）の運転士が担当し、ワンマン運転を行う。
- 橋本駅 - 極楽橋駅間（通称：山線）では、高野下駅以南の連続急勾配区間における運転技術や異常時対処方などが要求されることから、橋本エリアの専門系統乗務行路が組まれ、2両編成の列車ではワンマン運転が行われる。
- 下古沢駅 - 紀伊神谷駅間では、運転士は出発前に車掌に対して電鈴1打による「閉扉良し」の合図を送る。これは山間部に位置する各駅のホームがカーブしており見通しが悪く、車掌位置からは前方車両の乗降状態が目視またはミラーで確認できない場合があるためである。
- 終着駅到着後、車掌が降車側の扉を開ける。その後運転士は車掌スイッチ等の切り換えを行い、切り換え完了後乗車側の扉を開扉し、車掌に対して電鈴で合図を送る。合図を受けた車掌は車掌スイッチが作動しないことを確認した後、電鈴で合図を送る。そして降車側扉は運転士によって閉扉される（南海本線では降車側扉の閉扉は車掌が行う）。
- 運転士は指定された駅・番線において、乗降客確認のため後方監視を行う（任意で他の駅でも後方監視を行う場合がある）。
- 車掌は指定された駅・番線において、ホームに降り立って乗降監視・閉扉放送・扉扱いを行う。
- 各駅停車が優等列車の通過待ちおよび接続待ちを行う際、乗務員はホームに立ち先発列車応援ならびに安全確認を行う。
- 休憩中の喫煙は指定場所において専用の上着を着用したうえで行う。

## 歴史
堺から西高野街道に沿って高野山を目指し、高野鉄道株式会社が1896年に設立され（この年時点の社長は松方幸次郎）、1898年に大小路駅（現在の堺東駅） - 狭山駅間を開業し、同年中に長野駅（現在の河内長野駅）まで延びた。
当初の計画では大小路駅から南海鉄道の堺駅に接続する予定であったが、住吉大社や我孫子観音への参詣客が見込めることから方針を転換。大小路駅から北上して南海鉄道の住吉駅（現在の南海本線住吉大社駅の北側にあった駅）を起点に狭山・長野方面、さらには和歌山県橋本への延伸を目論む。しかし高野鉄道の経営は思わしくなく、高野杉や吉野杉を水運の拠点であった木津川口まで輸送するため、津守、さらに汐見橋への北上を企てた。しかし、汐見橋への路線延長は、当時の南海鉄道と並行する住吉駅付近で事故が増加する恐れがあることや、住吉駅の南方で南海鉄道と交差して海側に抜けるとした代替案も経由予定地が住吉公園拡張予定地にかかることから、監督官庁の許可が下りなかった。そして南海鉄道の東側を北上し岸ノ里付近で交差する現在のルート案でようやく認められ、1900年に道頓堀駅（現在の汐見橋駅）まで延伸して自力で大阪市内へ乗り入れた。
それでも日清戦争後の不況で業績は好転せず、高野鉄道は長野駅 - 橋本駅間の延伸を断念。終には根津嘉一郎の出資によって設立された高野登山鉄道が事業を継承して、路線延長が図られることになった（この時に高野登山鉄道の現地支配人として根津によって送り込まれたのが、のちに東京地下鉄道を開業する早川徳次である）。
高野登山鉄道は、1915年に汐見橋駅 -  橋本駅間を開通させ大阪高野鉄道と社名変更。その後、和歌山水力電気が保有していた橋本 - 高野山大門間の免許を買収し、高野大師鉄道を設立して、このうち橋本 - 椎出（高野下）間の工事を着工する。1922年に大阪高野鉄道・高野大師鉄道はともに南海鉄道と合併し、高野大師鉄道によって着手していた橋本駅 - 高野山駅（現在の高野下駅）間は1925年に開通した。なお、高野下駅から先は高野参詣自動車による専用道経由のバスが極楽橋まで運行されていた。
しかし南海鉄道との合併の際に、椎出（高野下）以南の免許は和歌山水力電気に返還。さらに和歌山水力電気も京阪電気鉄道に買収され、結局南海は別会社として高野山電気鉄道を設立。京阪から路線免許を再度買収の上で建設し、1928年高野下駅 - 神谷駅（現在の紀伊神谷駅）間が開業、翌年極楽橋駅まで開業し全通した。南海鉄道は1944年に関西急行鉄道に合併し近畿日本鉄道となったが、この高野山電気鉄道は戦後、南海が分離独立する際の受け皿会社となった。
1960年代ごろから沿線の宅地開発が進み、南海も美加の台住宅地や南海橋本林間田園都市を建設する。その通勤輸送増加に対応するため、列車編成増強や河内長野駅以南の線路改良を進め、1995年には橋本駅までの複線化を完成させた。この結果、1980年代前半までは三日市町駅以北に限られていた21m級車体の大型車両の運行区間が、1984年に林間田園都市まで、1992年には橋本駅まで延長された。なお、全通当初の路線距離は汐見橋駅 - 極楽橋駅間で65.1kmであったが、河内長野駅 - 橋本駅間の線路改良で、1995年に河内長野駅 - 極楽橋駅間で0.6km短縮されている。
その反面、橋本駅 - 極楽橋駅間の乗客数は減少の一途を辿り、2000年12月と2003年5月のダイヤ改正で高野下駅 - 極楽橋駅間において日中の運転本数の削減が行われ（30分間隔→36分間隔→1時間間隔）、さらに2005年10月のダイヤ改正では同区間を運行する列車が4両編成の直通急行から2両編成・ワンマン運転の各停が中心となるダイヤに変更された。
一方、事実上支線化された汐見橋駅 - 岸里玉出駅間（汐見橋線）は乗客が減少し減便されながらも存続してきた。なにわ筋線構想が持ち上がって以降は、汐見橋線はその接続路線という意味でも注目されていた。しかし、なにわ筋線計画は高額の建設費がネックとなって長らく建設の事業主体が決まらず頓挫した状態にあり、しかも、2009年4月に地元首長や経済界・鉄道会社幹部が集まって開かれた「関西活性化に向けた今後の鉄道ネットワークのあり方に関する懇談会」では「建設が必要」という意見で一致したものの、同時に起点を難波駅とする意見も示されており、仮になにわ筋線の着工が決まっても汐見橋線が利用されるかどうかは流動的な情勢となっていた。さらに、2011年に発表された国土交通省近畿運輸局の調査結果では、汐見橋駅接続では黒字化が望めないのに対し、難波駅接続では最短で24年目に黒字化が望めるとして、難波駅接続ルートが有力とされた。2012年には近畿運輸局の検討会で難波ルートとすることで合意され、2019年7月には北梅田 - 新難波 - 新今宮の経路で事業許可が下り、汐見橋ルートは完全に潰えた。

### 年表
- 1898年（明治31年）
  - 1月30日：高野鉄道により大小路駅（現在の堺東駅） - 狭山駅間が開業[58]。
  - 4月2日：狭山駅 - 長野駅（現在の河内長野駅）間が開業。
- 1900年（明治33年）
  - 9月3日：道頓堀駅（現在の汐見橋駅） - 大小路駅間が開業[59]。
  - 9月7日：（臨）百舌鳥駅（現在の百舌鳥八幡駅）が開業[60]。
  - 9月8日：大小路駅を堺駅に改称の旨届出があったと官報掲載[61]。
  - 9月11日：住吉駅を住吉東駅に、堺駅を堺東駅に改称の旨届出があったと官報掲載[62]。
- 1901年（明治34年）1月1日：道頓堀駅を汐見橋駅に改称。
- 1902年（明治35年）1月1日：（臨）我孫子駅（のちの若宮駅）が開業。
- 1903年（明治36年）2月26日：勝間駅を阿部野駅（現在の岸里玉出駅）に改称。
- 1907年（明治40年）11月15日：高野鉄道が事業一切を高野登山鉄道に譲渡。
- 1912年（明治45年）
  - 同年ごろ：百舌鳥貨物駅廃止[17]。
  - 3月16日：我孫子駅を若宮駅に改称届出。
- 1912年（大正元年）
  - 10月10日：汐見橋駅 - 長野駅（現在の河内長野駅）間が600V電化。我孫子前駅・中百舌鳥駅・萩原天神駅が開業[63]。
  - 11月15日：芦原町駅が開業。
- 1913年（大正2年）
  - 2月21日：津守駅が開業。
  - 4月4日：河内半田駅 - 滝谷駅間に貨物駅として第一半田駅が開業（1927年 - 1930年ごろ廃止）。
  - 5月10日：第一半田駅 - 滝谷駅間に貨物駅として第二半田駅が開業（1927年 - 1930年ごろ廃止）。
  - 12月27日：百舌鳥駅を百舌鳥八幡駅に改称の旨届出があったと官報掲載[64]。
- 1914年（大正3年）
  - 5月22日：狭山駅 - 滝谷駅間の池尻信号所廃止届出。
  - 8月7日：北野田駅が開業。
  - 10月21日：長野駅 - 三日市町駅間が開業。以降当初から電化。
- 1915年（大正4年）
  - 3月11日：紀見トンネル（通称「紀見峠トンネル」、現在の天見駅 - 紀見峠駅間上り線）開通。三日市町駅 - 橋本駅間が開業。
  - 4月2日：高野辻駅 - 橋本駅間に（臨）橋本町駅開業。同年限りで廃止。
  - 4月30日：高野登山鉄道が大阪高野鉄道に社名変更。
  - 6月22日：浅香山駅が開業。
  - 9月1日：橋本駅 - （妻信号所） - （貨）紀ノ川口駅間が開業。
  - 9月18日：西天下茶屋駅が開業。
- 1917年（大正6年）
  - 7月5日：河内半田駅（現在の大阪狭山市駅）が開業。
  - 8月1日：住吉東駅 - 我孫子前駅間の（臨）若宮駅が廃止。
  - 10月1日：高野辻駅 - 橋本駅間に（臨）市脇山駅開業。1918年まで開設。
- 1922年（大正11年）9月6日：南海鉄道が大阪高野鉄道を合併。高野線になる[65]。
- 1923年（大正12年）
  - 4月21日：高野辻駅を御幸辻駅に改称[66]。
  - 12月1日：汐見橋駅 - 橋本駅間で40分ごとに運転（大運転列車）[67]。
- 1924年（大正13年）
  - 3月18日：住吉東駅 - 我孫子前駅間が複線化。
  - 9月8日：阿部野駅 - 住吉東駅間が複線化。
  - 10月26日：汐見橋駅 - 木津川駅間が複線化。
  - 11月1日：妻信号所 - 学文路駅間が開業[68]。橋本駅 - 紀ノ川口駅間に妻信号所が開設。
  - 12月25日：学文路駅 - 九度山駅間が開業[68]。
- 1925年（大正14年）
  - 2月1日：阿部野駅を岸ノ里駅（現在の岸里玉出駅）に改称[69]。
  - 3月15日：岸ノ里駅に南海本線との東連絡線開設。難波駅乗り入れ開始[68]。難波直通列車はホームがないため岸ノ里駅を通過。清水駅が開業。
  - 3月27日：清水駅を紀伊清水駅に改称[70]。
  - 3月28日：高野山電気鉄道設立。
  - 6月8日：我孫子前駅 - 堺東駅間が複線化。
  - 7月30日：九度山駅 - 高野山駅（現在の高野下駅）間が開業[71]。
  - 9月11日：高野山駅を高野下駅に改称[72]。
- 1926年（大正15年）12月3日：西天下茶屋駅 - 岸ノ里駅間および、岸ノ里駅東連絡線が複線化。西連絡線が開設。
- 1927年（昭和2年）7月19日：妻信号所 - 紀ノ川口駅間に（貨）紀伊河瀬駅が開業。
- 1928年（昭和3年）
  - 6月18日：高野山電気鉄道が高野下駅 - 神谷駅（現在の紀伊神谷駅）間が開業。1500V電化。
  - 6月22日：堺東駅 - 西村駅間が複線化。
- 1929年（昭和4年）
  - 2月21日：高野山電気鉄道の神谷駅 - 極楽橋駅間が開業し全通。
  - 10月10日：西村駅 - 北野田駅間が複線化。
  - 11月1日：高野線全列車難波駅より発着開始。汐見橋駅 - 岸ノ里駅が事実上支線化[73]。汐見橋駅発着列車は住吉東駅（出入庫列車は堺東駅）発着になる。
- 1930年（昭和5年）
  - 3月1日：細川駅を紀伊細川駅に、神谷駅を紀伊神谷駅に改称。
  - 4月12日：木津川駅 - 西天下茶屋駅間、北野田駅 - 狭山駅間が複線化。
  - 6月29日：鋼索線（極楽橋駅 - 高野山駅間）が開業し高野山上までの鉄道のみでのルートが完成。
- 1932年（昭和7年）
  - 4月28日：高野山電気鉄道が600Vに降圧し、南海高野線と相互直通運転開始。
  - 11月11日：難波駅 - 堺東駅間でお召し列車（電車）の運転。陸軍特別大演習に参加した昭和天皇が御講評場へ向かう際に利用したもの[74]。
- 1934年（昭和9年）12月26日：帝塚山駅が開業。
- 1935年（昭和10年）8月1日：西村駅を初芝駅に改称。
- 1937年（昭和12年）
  - 4月19日：狭山駅 - 金剛駅間が複線化。金剛駅が開業。
  - 3月17日：紀伊神谷駅で暴走した電車が脱線、転覆。乗客2人が死亡、12人重軽傷の被害[75]。
- 1938年（昭和13年）2月11日：金剛駅 - 長野駅間が複線化。千代田駅が開業。
- 1942年（昭和17年）2月15日：沢ノ町駅・三国ヶ丘駅が開業。
- 1944年（昭和19年）
  - 6月1日：関西急行鉄道と南海鉄道が合併、近畿日本鉄道となる。
  - 9月3日：高野山電気鉄道紀伊細川駅 - 上古沢駅間で極楽橋行き電車が床下から火を噴き、停車して点検中に勾配を下り始めカーブで脱線転覆大破。71名死亡。
  - 9月4日：萩原天神駅で100m以上オーバーランした長野発難波行き各駅停車がホームまで戻ったところへ定刻より約10分遅れで同駅通過の三日市町発難波行き急行が追突、通勤通学客で満員の両電車大破。5名死亡。
- 1945年（昭和20年）
  - 3月13日：難波駅乗り入れ休止、全列車が汐見橋駅発着となる。
  - 12月6日：汐見橋発橋本行き電車が速度超過により紀見峠駅の安全側線を越えて脱線転覆。27名死亡。
- 1946年（昭和21年）7月1日：難波駅乗り入れ再開[76]。
- 1947年（昭和22年）
  - 3月15日：高野山電気鉄道が南海電気鉄道に社名変更。
  - 6月1日：近畿日本鉄道が旧・南海鉄道の路線を南海電気鉄道に譲渡。
- 1949年（昭和24年）7月30日：中百舌鳥駅 - 初芝駅間に（臨）中百舌鳥運動場前駅が開業。
- 1950年（昭和25年）4月1日：河内半田駅を狭山遊園前駅に改称。
- 1951年（昭和26年）7月7日：特急「こうや号」が運転開始[77]。
- 1954年（昭和29年）4月1日：長野駅を河内長野駅に改称。
- 1957年（昭和32年）6月29日：三日市町駅 - 千早口駅間に加賀田信号所が開設。
- 1958年（昭和33年）
  - 5月10日：（臨）中百舌鳥運動場前駅が廃止。21000系ズームカー（天見駅、1994年）

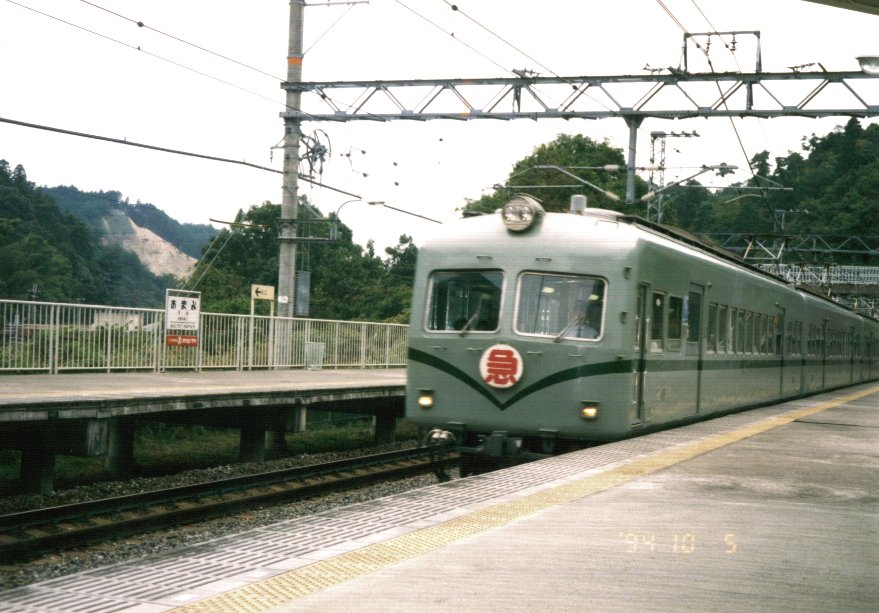
21000系ズームカー（天見駅、1994年）

  - 8月1日：ズームカー21000系が運転開始。
- 1959年（昭和34年）12月20日：妻信号所 - 紀ノ川口駅間が廃止。橋本駅 - 紀伊清水駅間の妻信号所が廃止。
- 1961年（昭和36年）7月5日：特急「こうや号」で20000系が運転開始。
- 1964年（昭和39年）
  - 2月25日：紀見峠駅 - 御幸辻駅間が一部複線化。同区間に橋谷信号所が開設。
  - 5月25日：白鷺駅が開業。
- 1966年（昭和41年）3月1日：千代田駅 - 河内長野駅間に千代田信号所が開設。
- 1968年（昭和43年）
  - 1月18日：天下茶屋駅構内で南海本線春木発難波行き急行が信号を冒進し堺東行き下り回送列車に正面衝突。296名負傷（天下茶屋駅列車衝突事故）。
  - 4月1日：難波駅 - 河内長野駅間にATSを設置し、供用開始[78]。
  - 6月20日：三日市駅 - 天見駅間でCTCを設置し、供用開始[79]。
- 1969年（昭和44年）11月1日：朝夕の通勤時間帯における大運転急行2往復に対し、河内長野駅で2両増結運転開始。
- 1970年（昭和45年）11月23日：岸ノ里駅に難波駅直通列車用ホーム設置。
- 1971年（昭和46年）4月1日：泉北高速鉄道と相互直通運転開始。
- 1972年（昭和47年）
  - 3月24日：河内長野 - 橋本間複線化工事第一工区（河内長野 - 三日市町間）着工[80]。
  - 6月9日：河内長野 - 橋本間複線化工事第五工区（紀見トンネル天見方 - 紀見峠間）着工[81]。
- 1973年（昭和48年）10月7日：架線電圧を1500Vに昇圧。
- 1974年（昭和49年）
  - 3月24日：河内長野駅 - 三日市町駅間が複線化[82]。大運転急行の増結・解放を河内長野駅から三日市町駅に変更。
  - 6月10日：工事用道路着工[83]。
  - 11月9日：河内長野 - 橋本間複線化工事第六工区（紀見峠 - 御幸辻間）着工[84]。
- 1975年（昭和50年）11月12日：河内長野 - 橋本間複線化工事第四工区（天見 - 紀見トンネル天見方間）着工[85]。
- 1976年（昭和51年）4月4日：天見駅 - 紀見峠駅間下り線の「新紀見トンネル」（通称「紀見峠トンネル」）が竣工[86]。
- 1977年（昭和52年）4月18日：第28回全国植樹祭に出席する昭和天皇、香淳皇后が県内を行幸啓。お召し列車が橋本駅 - 極楽橋駅間で運行。19日には復路も運行された[87]。
- 1978年（昭和53年）7月13日：河内長野 - 橋本間複線化工事第三工区（千早口 - 天見間）着工[88]。
- 1979年（昭和54年）
  - 5月26日：天見駅 - 紀見峠駅間が複線化。
  - 6月3日：大運転急行のうち、朝通勤時の2往復を難波駅 - 三日市町駅間で4両増結の8両編成で運転開始。
- 1980年（昭和55年）9月30日：河内長野 - 橋本間複線化工事第二工区（三日市町 - 千早口間）着工[88]。
- 1981年（昭和56年）11月22日：林間田園都市駅が開業[89]。
- 1983年（昭和58年）
  - 6月5日：千早口駅 - 天見駅間、紀見峠駅 - 御幸辻駅間が複線化[90][91]。橋谷信号所が廃止。
  - 6月26日：特急「こうや号」で30000系運転開始[90]、「こうや号」の2往復が通年運転となる。河内長野駅に全列車が停車するようになる。朝方上り・夕方下りに難波駅 - 橋本駅間の特急（通称"H特急"）を新設[92]。
  - 12月13日：三日市町駅 - 千早口駅間の複線化工事に伴い、新線に加賀田信号所を移転。
- 1984年（昭和59年）
  - 3月6日：三日市町駅 - 千早口駅間が複線化[93]。加賀田信号所が廃止。
  - 3月11日：朝ラッシュ時に大型車両が林間田園都市駅まで乗り入れ開始。三日市町駅における大運転急行の増結・解放を昼間（閑散時）にも拡大し、ほぼ終日行われるようになる。
  - 9月1日：美加の台駅が加賀田信号所の跡地に開業。
  - 9月16日：20000系がこの日限りで運用終了。
- 1985年（昭和60年）6月16日：汐見橋駅 - 岸ノ里駅間（汐見橋線）が岸ノ里駅以南と分断。昼間の区間急行が林間田園都市駅まで乗り入れ開始し、難波駅の発車時刻を10分前倒し。
- 1986年（昭和61年）5月22日：河内長野 - 橋本間複線化工事第七工区（御幸辻 - 橋本間）着工[94]。
- 1990年（平成2年）
  - 5月2日：南海初のVVVF制御車両として2000系（ズームカー）が運転開始。
  - 7月1日：朝方上り・夕方下りの難波駅 - 橋本駅間特急のみ林間田園都市駅にも停車開始。
- 1992年（平成4年）11月10日：難波駅 - 橋本駅間特急を「りんかん」と命名[95]。「こうや号」を「こうや」と改称。特急車11000系（21m級車両）が運転開始[95]。大型車両橋本駅まで乗り入れ開始[95]。金剛駅および林間田園都市駅に全列車が停車するようになる[95]。
- 1993年（平成5年）4月18日：岸ノ里駅と南海本線玉出駅が統合され岸里玉出駅となる[96]。
- 1994年（平成6年）7月21日：御幸辻駅 - 橋本駅間を新線に切り替え。
- 1995年（平成7年）
  - 9月1日：御幸辻駅 - 橋本駅間が複線化[54]。難波駅 - 橋本駅間に「りんかんサンライン」の愛称を使用開始。ズームカーによる急行の増結・解放の実施駅が一部をのぞいて三日市町駅から橋本駅に変更。平日朝ラッシュ時に難波駅 - 河内長野駅間でズームカーの急行10両編成運転開始。このときの運賃改定で河内長野駅 - 極楽橋駅間の営業キロを0.6km短縮。
  - 11月1日：南海本線萩ノ茶屋駅 - 岸里玉出駅間の高架化が完成[97]。東側2線を高架化。
- 1996年（平成8年）11月24日：御幸辻駅 - 橋本駅間に小原田信号所開設。土曜・休日ダイヤ導入。天下茶屋駅に区間急行・準急行の全列車が停車するようになる[98][99]。
- 1998年（平成10年）9月30日：学文路駅構内難波方の分岐器付近で発車直後の難波行き急行が脱線。いわゆる「せり上がり脱線」。
- 1999年（平成11年）3月1日：特急「こうや」「りんかん」で31000系が運転開始。
- 2000年（平成12年）12月23日：狭山遊園前駅を大阪狭山市駅に改称。難波駅 - 橋本駅間で特急の8両運転開始[100]、「こうや」「りんかん」の併結運転開始。日中の区間急行を急行に格上げ[100]。天下茶屋駅に全列車が停車するようになる[100]。日中のダイヤが10分・15分間隔の混在型から一律12分間隔となり[100]、優等列車の増発と各停の運転本数削減。汐見橋線ワンマン運転開始[100]。
- 2002年（平成14年）3月28日：紀伊細川駅 - 紀伊神谷駅間で土砂崩落が発生し、走行中の難波行き急行が乗り上げ脱線[101]。高野下駅 - 極楽橋駅間が運休し、翌日復旧。
- 2003年（平成15年）
  - 2月24日：紀伊細川駅 - 紀伊神谷駅間で土砂崩落が発生し[102]、走行中の極楽橋行き急行が乗り上げ脱線。1名負傷。高野下駅 - 極楽橋駅間が運休し、2月27日部分復旧、3月3日完全復旧。
  - 5月31日：日中に快速急行を運転開始[28]。ズームカーの10両編成運転終了。平日朝の上り急行で女性専用車両を導入[28]。
- 2005年（平成17年）
  - 3月31日：2300系（ズームカー）が運転開始。
  - 10月16日：難波駅 - 極楽橋駅間の急行が系統分割され、一部のぞき橋本駅折り返しになる。橋本駅 - 極楽橋駅間で2300系によるワンマン運転開始。特急列車の増発。区間急行が再び終日運転となる。
- 2007年（平成19年）10月27日：浅香山駅北付近の線路上に小型ヘリコプターが墜落炎上する大阪航空堺市墜落事故が発生し、搭乗員2名が死亡。電車は通過していなかったが、一時上下線とも運転見合わせとなった。
- 2008年（平成20年）11月1日：平日夕方にも下り急行2本の格上げで快速急行を設定するとともに、快速急行初の4扉大型車両運転開始。
- 2009年（平成21年）
  - 2月6日：紀伊清水駅、学文路駅、九度山駅、高野下駅、下古沢駅、上古沢駅、紀伊細川駅、紀伊神谷駅、極楽橋駅、高野山駅、紀ノ川橋梁、丹生川橋梁、鋼索線が近代化産業遺産（高野山参詣関連遺産）に認定される。
  - 3月20日：「りんかんサンライン」の愛称を事実上廃止。
  - 7月3日：2200系を改造した観光列車「天空」を橋本駅 - 極楽橋駅間で運行開始。
  - 7月5日：6100系がこの日限りで運用終了。
- 2011年（平成23年）9月5日 - 10月3日：台風12号による大雨の影響で橋本駅 - 紀伊清水駅間の紀ノ川橋梁において線路に歪みが認められたため、同区間の列車の運転を休止し、バスによる代行輸送実施。特急「こうや」は橋本止まり、観光列車「天空」は全区間運休となった。
- 2012年（平成24年）7月2日 - 9月7日：夏季の電力事情に対応するため、お盆期間（8月13日-15日）をのぞく平日に通常6両で運行する快速急行4本、急行2本、区間急行6本、各駅停車12本について4両に減車して運行[注 19][103]。
- 2013年（平成25年）
  - 7月22日：平日朝の泉北高速鉄道直通の準急行10両編成運転終了。これにより南海での10両編成運転は全廃され、8両が最長編成になる。
  - 10月26日：平日深夜に難波発三日市町行き準急行を新設。
- 2015年（平成27年）
  - 5月9日：難波駅周辺で発見された不発弾処理のため、難波駅 - 堺東駅間で一時運転見合わせ[104]。
  - 12月5日：朝夕に泉北高速鉄道直通の特急「泉北ライナー」運転開始。日中のダイヤが15分間隔となり、泉北線直通列車の増発と高野線の運転本数削減。平日朝の上りに運転される区間急行（高野線・泉北線とも）にも女性専用車両を導入。堺東行き下り終列車を5分繰り下げ、難波駅24:25発とする[105][106]。
- 2017年（平成29年）
  - 8月26日：特急「泉北ライナー」を増発。日中の泉北線直通列車のうち、区間急行を各駅停車の格上げにより増発。夕方以降の特急以外の泉北線直通列車を準急行に統一。日中の急行と各駅停車の接続駅を堺東駅・金剛駅から朝夕と同じ堺東駅・北野田駅に変更[107]。
  - 10月22日：台風21号の影響により上古沢駅構内で道床流出が発生し、高野下駅 - 極楽橋駅間が運転見合わせ[108]。橋本駅 - 高野山駅間で23日からバス代行輸送を実施、地盤調査の結果地すべりが発生していると判明[109]。
- 2018年（平成30年）
  - 3月31日：上古沢駅周辺の復旧工事が完了し、高野下駅 - 極楽橋駅間の運行再開。上古沢駅の列車交換設備を下古沢駅に移設。列車交換設備の移設に伴い、橋本駅 - 極楽橋駅間および鋼索線でダイヤ修正を実施[110][111][112]。
- 2019年（令和元年）11月22日：高野線向け8300系が運転開始[43]。
- 2022年（令和4年）5月27日：小原田検車区内で発生した特急車両脱線事故により、一部の特急「こうや」「りんかん」が運休。代替として2000系による自由席特急（特急料金不要）を運転[113]。
- 2023年（令和5年）4月29日：前述の2022年5月に小原田検車区で脱線事故を起こした30000系電車の修復が終わり、この日から特急「こうや」の運行本数が約11か月ぶりに通常に復帰[114][115]。
- 2024年（令和6年）1月20日：特急「こうや」を増発。特急「こうや」と鋼索線との乗り換え時間を見直す。中百舌鳥駅4番線のホームドア設置に向け、停車時間を延長。その他一部本数・時刻の変更を実施[116]。
- 2025年（令和7年）4月1日：泉北高速鉄道の南海電気鉄道への合併に伴い、直通運転先の泉北高速鉄道線が、自社の泉北線となる。
- 2030年（令和12年）度：浅香山駅 - 堺東駅付近の高架工事を開始する予定[117]。2035年度まで[117]。

## 駅一覧

### 難波駅 - 岸里玉出駅 - 極楽橋駅間
- 難波駅 - 天下茶屋駅間の駅と高野線各駅（帝塚山駅以南・汐見橋線）との間の運賃は岸ノ里分岐点（旧・岸ノ里駅）接続で計算する。岸ノ里分岐点の高野線のキロ程は岸里玉出駅と同じであるが、南海線のキロ程は天下茶屋駅 - 岸ノ里分岐点が0.7kmとなるため、例えば難波駅 - 極楽橋駅間（岸里玉出駅経由で63.8km）の場合、難波駅 - 岸ノ里分岐点3.7km、岸ノ里分岐点 - 極楽橋駅間59.9kmを合計した63.6kmとして運賃を算出する。
- 各駅停車は全旅客駅に停車する（表中省略）。

凡例
駅名 … #：列車待避可能駅
岸里玉出駅からの営業キロ … 難波駅 - 天下茶屋駅間の駅については、岸ノ里分岐点からの営業キロを記載
停車駅 … ●：全列車停車、◆：橋本駅始発の臨時特急のみ停車、▲：「泉北ライナー」は通過、｜：全列車通過
線路 … ||：複線区間、◇・｜：単線区間（◇は列車交換可能）、∨：ここより下は単線
| 正式路線名   | 駅番号         | 駅名         | 駅間 キロ    | 営業キロ     | 営業キロ       | 営業キロ     | 準急行                                                      | 区間急行                                                    | 急行                                                        | 快速急行                                                    | 天空                                                        | 特急                                                                                | 接続路線 | 線路                                                        | 所在地                                                      | 所在地                                                      | 所在地                                                      |
| 正式路線名   | 駅番号         | 駅名         | 駅間 キロ    | 汐見橋 から  | 岸里 玉出 から | 難波 から    | 準急行                                                      | 区間急行                                                    | 急行                                                        | 快速急行                                                    | 天空                                                        | 特急                                                                                | 接続路線 | 線路                                                        | 所在地                                                      | 所在地                                                      | 所在地                                                      |
| ------------ | -------------- | ------------ | ------------ | ------------ | -------------- | ------------ | ----------------------------------------------------------- | ----------------------------------------------------------- | ----------------------------------------------------------- | ----------------------------------------------------------- | ----------------------------------------------------------- | ----------------------------------------------------------------------------------- | --- | ----------------------------------------------------------- | ----------------------------------------------------------- | ----------------------------------------------------------- | ----------------------------------------------------------- |
| 南海本線     | NK01           | 難波駅       | -            | -            | (3.7)          | 0.0          | ●                                                           | ●                                                           | ●                                                           | ●                                                           |                                                             | ●                                                                                   | 大阪市高速電気軌道： 御堂筋線 (M20) ・ 千日前線 (S16) ・ 四つ橋線 (Y15)（難波駅） 近畿日本鉄道：A 難波線（大阪難波駅:A01） 阪神電気鉄道： 阪神なんば線（大阪難波駅:HS 41） 西日本旅客鉄道： 関西本線（大和路線）（JR難波駅:JR-Q17） | \|                                                          | 大阪府                                                      | 大阪市                                                      | 中央区                                                      |
| 南海本線     | NK02           | 今宮戎駅     | 0.9          | -            | (2.8)          | 0.9          | ｜                                                          | ｜                                                          | ｜                                                          | ｜                                                          |                                                             | ｜                                                                                  | | \|                                                          | 大阪府                                                      | 大阪市                                                      | 浪速区                                                      |
| 南海本線     | NK03           | 新今宮駅     | 0.5          | -            | (2.3)          | 1.4          | ●                                                           | ●                                                           | ●                                                           | ●                                                           |                                                             | ●                                                                                   | 西日本旅客鉄道： 大阪環状線（JR-O19）・ 関西本線（大和路線）（JR-Q19） 大阪市高速電気軌道： 御堂筋線（動物園前駅:M22）・ 堺筋線（動物園前駅:K19） 阪堺電気軌道：■ 阪堺線（新今宮駅前停留場:HN52）                                   | \|                                                          | 大阪府                                                      | 大阪市                                                      | 西成区                                                      |
| 南海本線     | NK04           | 萩ノ茶屋駅   | 0.6          | -            | (1.7)          | 2.0          | ｜                                                          | ｜                                                          | ｜                                                          | ｜                                                          |                                                             | ｜                                                                                  | | \|                                                          | 大阪府                                                      | 大阪市                                                      | 西成区                                                      |
| 南海本線     | NK05           | 天下茶屋駅   | 1.0          | -            | (0.7)          | 3.0          | ●                                                           | ●                                                           | ●                                                           | ●                                                           |                                                             | ●                                                                                   | 南海電気鉄道： 南海本線 大阪市高速電気軌道： 堺筋線 (K20) | \|                                                          | 大阪府                                                      | 大阪市                                                      | 西成区                                                      |
| 南海本線     | NK06           | 岸里玉出駅   | 0.9          | 4.6          | 0.0            | 3.9          | ｜                                                          | ｜                                                          | ｜                                                          | ｜                                                          |                                                             | ｜                                                                                  | 南海電気鉄道： 南海本線・ 汐見橋線 | \|                                                          | 大阪府                                                      | 大阪市                                                      | 西成区                                                      |
| 高野線       | NK06           | 岸里玉出駅   | 0.9          | 4.6          | 0.0            | 3.9          | ｜                                                          | ｜                                                          | ｜                                                          | ｜                                                          |                                                             | ｜                                                                                  | 南海電気鉄道： 南海本線・ 汐見橋線 | \|                                                          | 大阪府                                                      | 大阪市                                                      | 西成区                                                      |
| NK51         | 帝塚山駅       | 1.1          | 5.7          | 1.1          | 5.0            | ｜           | ｜                                                          | ｜                                                          | ｜                                                          |                                                             | ｜                                                          |                                                                                     | \| | 住吉区                                                      | 大阪府                                                      | 大阪市                                                      |                                                             |
| NK52         | 住吉東駅#      | 0.9          | 6.6          | 2.0          | 5.9            | ｜           | ｜                                                          | ｜                                                          | ｜                                                          |                                                             | ｜                                                          | 阪堺電気軌道：■ 上町線（神ノ木停留場:HN09）                                         | \| | 住吉区                                                      | 大阪府                                                      | 大阪市                                                      |                                                             |
| NK53         | 沢ノ町駅       | 0.9          | 7.5          | 2.9          | 6.8            | ｜           | ｜                                                          | ｜                                                          | ｜                                                          |                                                             | ｜                                                          |                                                                                     | \| | 住吉区                                                      | 大阪府                                                      | 大阪市                                                      |                                                             |
| NK54         | 我孫子前駅     | 0.6          | 8.1          | 3.5          | 7.4            | ｜           | ｜                                                          | ｜                                                          | ｜                                                          |                                                             | ｜                                                          |                                                                                     | \| | 住吉区                                                      | 大阪府                                                      | 大阪市                                                      |                                                             |
| NK55         | 浅香山駅       | 1.3          | 9.4          | 4.8          | 8.7            | ｜           | ｜                                                          | ｜                                                          | ｜                                                          |                                                             | ｜                                                          |                                                                                     | \| | 堺市                                                        | 大阪府                                                      | 堺区                                                        |                                                             |
| NK56         | 堺東駅#        | 1.6          | 11.0         | 6.4          | 10.3           | ●            | ●                                                           | ●                                                           | ●                                                           |                                                             | ▲                                                           |                                                                                     | \| | 堺市                                                        | 大阪府                                                      | 堺区                                                        |                                                             |
| NK57         | 三国ヶ丘駅     | 1.5          | 12.5         | 7.9          | 11.8           | ●            | ｜                                                          | ｜                                                          | ｜                                                          |                                                             | ｜                                                          | 西日本旅客鉄道： 阪和線（JR-R29）                                                   | \| | 堺市                                                        | 大阪府                                                      | 堺区                                                        |                                                             |
| NK58         | 百舌鳥八幡駅   | 0.9          | 13.4         | 8.8          | 12.7           | ●            | ｜                                                          | ｜                                                          | ｜                                                          |                                                             | ｜                                                          |                                                                                     | \| | 堺市                                                        | 大阪府                                                      | 堺区                                                        |                                                             |
| NK59         | 中百舌鳥駅#    | 0.7          | 14.1         | 9.5          | 13.4           | ●            | ｜                                                          | ｜                                                          | ｜                                                          |                                                             | ｜                                                          | 南海電気鉄道： 泉北線（一部直通運転：下記参照） 大阪市高速電気軌道： 御堂筋線 (M30) | \| | 堺市                                                        | 大阪府                                                      | 北区                                                        |                                                             |
| NK60         | 白鷺駅#        | 1.0          | 15.1         | 10.5         | 14.4           | ●            | ｜                                                          | ｜                                                          | ｜                                                          |                                                             | ｜                                                          |                                                                                     | \| | 堺市                                                        | 大阪府                                                      | 北区                                                        |                                                             |
| NK61         | 初芝駅         | 1.5          | 16.6         | 12.0         | 15.9           | ●            | ｜                                                          | ｜                                                          | ｜                                                          |                                                             | ｜                                                          |                                                                                     | \| | 堺市                                                        | 大阪府                                                      | 東区                                                        |                                                             |
| NK62         | 萩原天神駅     | 0.9          | 17.5         | 12.9         | 16.8           | ●            | ｜                                                          | ｜                                                          | ｜                                                          |                                                             | ｜                                                          |                                                                                     | \| | 堺市                                                        | 大阪府                                                      | 東区                                                        |                                                             |
| NK63         | 北野田駅#      | 1.8          | 19.3         | 14.7         | 18.6           | ●            | ●                                                           | ●                                                           | ●                                                           |                                                             | ｜                                                          |                                                                                     | \| | 堺市                                                        | 大阪府                                                      | 東区                                                        |                                                             |
| NK64         | 狭山駅         | 0.9          | 20.2         | 15.6         | 19.5           | ●            | ●                                                           | ｜                                                          | ｜                                                          |                                                             | ｜                                                          |                                                                                     | \| | 大阪狭山市                                                  | 大阪狭山市                                                  |                                                             |                                                             |
| NK65         | 大阪狭山市駅   | 1.6          | 21.8         | 17.2         | 21.1           | ●            | ●                                                           | ｜                                                          | ｜                                                          |                                                             | ｜                                                          |                                                                                     | \| | 大阪狭山市                                                  | 大阪狭山市                                                  |                                                             |                                                             |
| NK66         | 金剛駅#        | 1.1          | 22.9         | 18.3         | 22.2           | ●            | ●                                                           | ●                                                           | ●                                                           |                                                             | ●                                                           |                                                                                     | \| | 大阪狭山市                                                  | 大阪狭山市                                                  |                                                             |                                                             |
| NK67         | 滝谷駅         | 1.7          | 24.6         | 20.0         | 23.9           | ●            | ●                                                           | ｜                                                          | ｜                                                          |                                                             | ｜                                                          |                                                                                     | \| | 富田林市                                                    | 富田林市                                                    |                                                             |                                                             |
| NK68         | 千代田駅       | 1.3          | 25.9         | 21.3         | 25.2           | ●            | ●                                                           | ｜                                                          | ｜                                                          |                                                             | ｜                                                          |                                                                                     | \| | 河内長野市                                                  | 河内長野市                                                  |                                                             |                                                             |
|              | 千代田信号所   | -            | (26.6)       | (22.0)       | (25.9)         | ｜           | ｜                                                          | ｜                                                          | ｜                                                          |                                                             | ｜                                                          |                                                                                     | \| | 河内長野市                                                  | 河内長野市                                                  |                                                             |                                                             |
| NK69         | 河内長野駅#    | 2.1          | 28.0         | 23.4         | 27.3           | ●            | ●                                                           | ●                                                           | ●                                                           |                                                             | ●                                                           | 近畿日本鉄道：O 長野線 (O23)                                                        | \| | 河内長野市                                                  | 河内長野市                                                  |                                                             |                                                             |
| NK70         | 三日市町駅     | 1.7          | 29.7         | 25.1         | 29.0           | ●            | ●                                                           | ●                                                           | ●                                                           |                                                             | ｜                                                          |                                                                                     | \| | 河内長野市                                                  | 河内長野市                                                  |                                                             |                                                             |
| NK71         | 美加の台駅     | 1.6          | 31.3         | 26.7         | 30.6           |              | ●                                                           | ●                                                           | ●                                                           |                                                             | ｜                                                          |                                                                                     | \| | 河内長野市                                                  | 河内長野市                                                  |                                                             |                                                             |
| NK72         | 千早口駅       | 1.9          | 33.2         | 28.6         | 32.5           |              | ●                                                           | ●                                                           | ｜                                                          |                                                             | ｜                                                          |                                                                                     | \| | 河内長野市                                                  | 河内長野市                                                  |                                                             |                                                             |
| NK73         | 天見駅         | 1.7          | 34.9         | 30.3         | 34.2           |              | ●                                                           | ●                                                           | ｜                                                          |                                                             | ｜                                                          |                                                                                     | \| | 河内長野市                                                  | 河内長野市                                                  |                                                             |                                                             |
| NK74         | 紀見峠駅       | 3.7          | 38.6         | 34.0         | 37.9           |              | ●                                                           | ●                                                           | ｜                                                          |                                                             | ｜                                                          |                                                                                     | \| | 和歌山県                                                    | 橋本市                                                      | 橋本市                                                      |                                                             |
| NK75         | 林間田園都市駅 | 1.3          | 39.9         | 35.3         | 39.2           |              | ●                                                           | ●                                                           | ●                                                           |                                                             | ●                                                           |                                                                                     | \| | 和歌山県                                                    | 橋本市                                                      | 橋本市                                                      |                                                             |
| NK76         | 御幸辻駅       | 2.0          | 41.9         | 37.3         | 41.2           |              |                                                             | ●                                                           | ●                                                           |                                                             | ｜                                                          |                                                                                     | \| | 和歌山県                                                    | 橋本市                                                      | 橋本市                                                      |                                                             |
|              | 小原田信号所   | -            | (42.8)       | (38.2)       | (42.1)         |              |                                                             | ｜                                                          | ｜                                                          |                                                             | ｜                                                          |                                                                                     | \| | 和歌山県                                                    | 橋本市                                                      | 橋本市                                                      |                                                             |
| NK77         | 橋本駅         | 2.8          | 44.7         | 40.1         | 44.0           |              |                                                             | ●                                                           | ●                                                           | ●                                                           | ●                                                           | 西日本旅客鉄道： 和歌山線                                                           | ∨ | 和歌山県                                                    | 橋本市                                                      | 橋本市                                                      |                                                             |
| NK78         | 紀伊清水駅     | 3.1          | 47.8         | 43.2         | 47.1           |              |                                                             | ●                                                           | ●                                                           | ｜                                                          | ｜                                                          |                                                                                     | ◇ | 和歌山県                                                    | 橋本市                                                      | 橋本市                                                      |                                                             |
| NK79         | 学文路駅       | 2.6          | 50.4         | 45.8         | 49.7           |              |                                                             | ●                                                           | ●                                                           | ●                                                           | ◆                                                           |                                                                                     | ◇ | 和歌山県                                                    | 橋本市                                                      | 橋本市                                                      |                                                             |
| NK80         | 九度山駅       | 1.8          | 52.2         | 47.6         | 51.5           |              |                                                             | ●                                                           | ●                                                           | ●                                                           | ◆                                                           |                                                                                     | ◇ | 和歌山県                                                    | 伊都郡                                                      | 九度山町                                                    |                                                             |
| NK81         | 高野下駅       | 2.0          | 54.2         | 49.6         | 53.5           |              |                                                             | ●                                                           | ●                                                           | ｜                                                          | ｜                                                          |                                                                                     | ◇ | 和歌山県                                                    | 伊都郡                                                      | 九度山町                                                    |                                                             |
| NK82         | 下古沢駅       | 1.7          | 55.9         | 51.3         | 55.2           |              |                                                             | ●                                                           | ●                                                           | ｜                                                          | ｜                                                          |                                                                                     | ◇ | 和歌山県                                                    | 伊都郡                                                      | 九度山町                                                    |                                                             |
| NK83         | 上古沢駅       | 1.7          | 57.6         | 53.0         | 56.9           |              |                                                             | ●                                                           | ●                                                           | ｜                                                          | ｜                                                          |                                                                                     | ｜ | 和歌山県                                                    | 伊都郡                                                      | 九度山町                                                    |                                                             |
| NK84         | 紀伊細川駅     | 3.0          | 60.6         | 56.0         | 59.9           |              |                                                             | ●                                                           | ●                                                           | ｜                                                          | ｜                                                          |                                                                                     | ◇ | 和歌山県                                                    | 伊都郡                                                      | 高野町                                                      |                                                             |
| NK85         | 紀伊神谷駅     | 2.4          | 63.0         | 58.4         | 62.3           |              |                                                             | ●                                                           | ●                                                           | ｜                                                          | ｜                                                          |                                                                                     | ◇ | 和歌山県                                                    | 伊都郡                                                      | 高野町                                                      |                                                             |
| NK86         | 極楽橋駅       | 1.5          | 64.5         | 59.9         | 63.8           |              |                                                             | ●                                                           | ●                                                           | ●                                                           | ●                                                           | 南海電気鉄道： 鋼索線                                                               | ◇ | 和歌山県                                                    | 伊都郡                                                      | 高野町                                                      |                                                             |
| 直通運転区間 | 直通運転区間   | 直通運転区間 | 直通運転区間 | 直通運転区間 | 直通運転区間   | 直通運転区間 | 中百舌鳥駅から ○準急行・区間急行・特急…泉北線和泉中央駅まで | 中百舌鳥駅から ○準急行・区間急行・特急…泉北線和泉中央駅まで | 中百舌鳥駅から ○準急行・区間急行・特急…泉北線和泉中央駅まで | 中百舌鳥駅から ○準急行・区間急行・特急…泉北線和泉中央駅まで | 中百舌鳥駅から ○準急行・区間急行・特急…泉北線和泉中央駅まで | 中百舌鳥駅から ○準急行・区間急行・特急…泉北線和泉中央駅まで                         | 中百舌鳥駅から ○準急行・区間急行・特急…泉北線和泉中央駅まで | 中百舌鳥駅から ○準急行・区間急行・特急…泉北線和泉中央駅まで | 中百舌鳥駅から ○準急行・区間急行・特急…泉北線和泉中央駅まで | 中百舌鳥駅から ○準急行・区間急行・特急…泉北線和泉中央駅まで | 中百舌鳥駅から ○準急行・区間急行・特急…泉北線和泉中央駅まで |

1. ↑  案内表示・駅名標などは、平仮名表記の「なんば駅」が多用されている。

### 汐見橋駅 - 岸里玉出駅間
- 通称「汐見橋線」[1][注 1]。全駅大阪府大阪市内に所在。全列車各駅停車。
- 線路 … ||：複線区間、Ｙ：終点（駅構内列車交換不可）

| 駅番号 | 駅名         | 駅間キロ | 営業キロ | 接続路線                                                                                | 線路 | 所在地 |
| ------ | ------------ | -------- | -------- | --------------------------------------------------------------------------------------- | ---- | ------ |
| NK06-5 | 汐見橋駅     | -        | 0.0      | 阪神電気鉄道： 阪神なんば線（桜川駅:HS 42） 大阪市高速電気軌道： 千日前線（桜川駅:S15） | \|   | 浪速区 |
| NK06-4 | 芦原町駅     | 0.9      | 0.9      | 西日本旅客鉄道： 大阪環状線（芦原橋駅:JR-O17）                                          | \|   | 浪速区 |
| NK06-3 | 木津川駅     | 0.7      | 1.6      |                                                                                         | \|   | 西成区 |
| NK06-2 | 津守駅       | 1.0      | 2.6      |                                                                                         | \|   | 西成区 |
| NK06-1 | 西天下茶屋駅 | 1.0      | 3.6      |                                                                                         | \|   | 西成区 |
| NK06   | 岸里玉出駅   | 1.0      | 4.6      | 南海電気鉄道： 南海本線・ 高野線                                                        | Ｙ   | 西成区 |

### 廃駅
駅名は最終のもの。
- 若宮駅（沢ノ町駅 - 我孫子前駅間、1902年1月1日開業、1917年8月1日廃止）
- 百舌鳥貨物駅（中百舌鳥駅 - 中百舌鳥運動場前駅間、1912年ごろ廃止[17]）
- 中百舌鳥運動場前駅（百舌鳥貨物駅 - 白鷺駅間、1949年7月30日開業、1958年5月10日廃止）
- 第一半田駅（大阪狭山市駅 - 第二半田駅間、1913年4月4日開業、1930年ごろまでに廃止。貨物駅）
- 第二半田駅（第一半田駅 - 金剛駅間、1913年5月10日開業、1930年ごろまでに廃止。貨物駅）
- 市脇山駅（御幸辻駅 - 橋本町駅間、1917年10月1日開業、1918年廃止。臨時駅）
- 橋本町臨時乗降場（市脇山駅 - 橋本駅間、1915年4月2日開業、同年中に廃止。臨時駅）
- 紀ノ川口駅（橋本駅 - 紀伊清水駅間の妻信号所から分岐、1915年9月1日開業、1959年12月20日廃止。貨物駅）

## 連続立体交差事業
大阪市
帝塚山駅 - 大和川間で、整備に向けて検討している。
堺市
2022年3月28日に大阪府知事から浅香山駅 - 堺東駅付近の認可を取得した。